# Мартиненко Іван Іванович (1924)

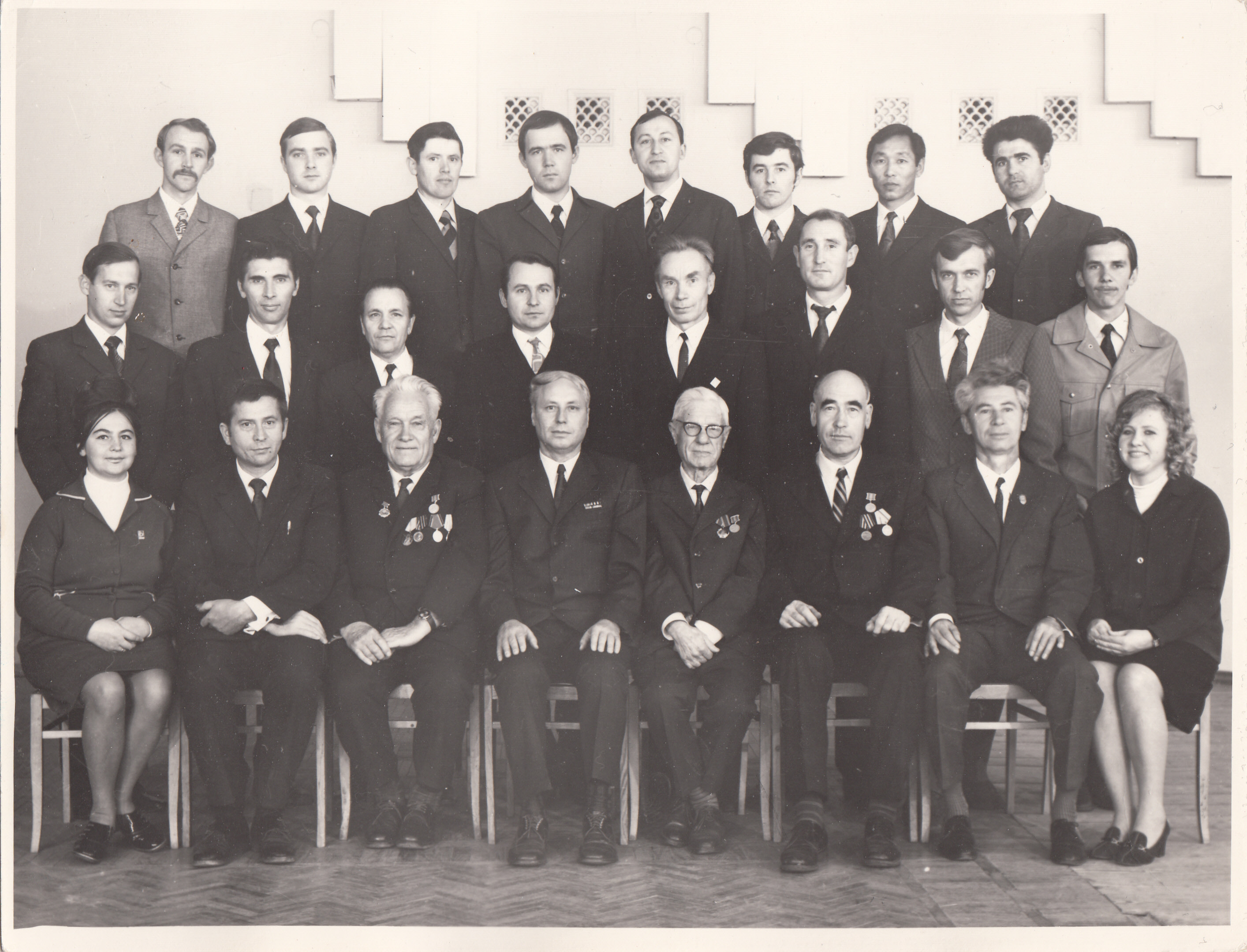
Жовтень 1973 р.

Іва́н Іва́нович Марти́ненко (21 жовтня 1924 — 5 травня 2006) — доктор технічних наук з 1968 року, професор Української сільськогосподарської академії з 1970 року, академік ВАСГНІЛ з 1988 року, академік Української академії аграрних наук з 1991 року.

## Біографія

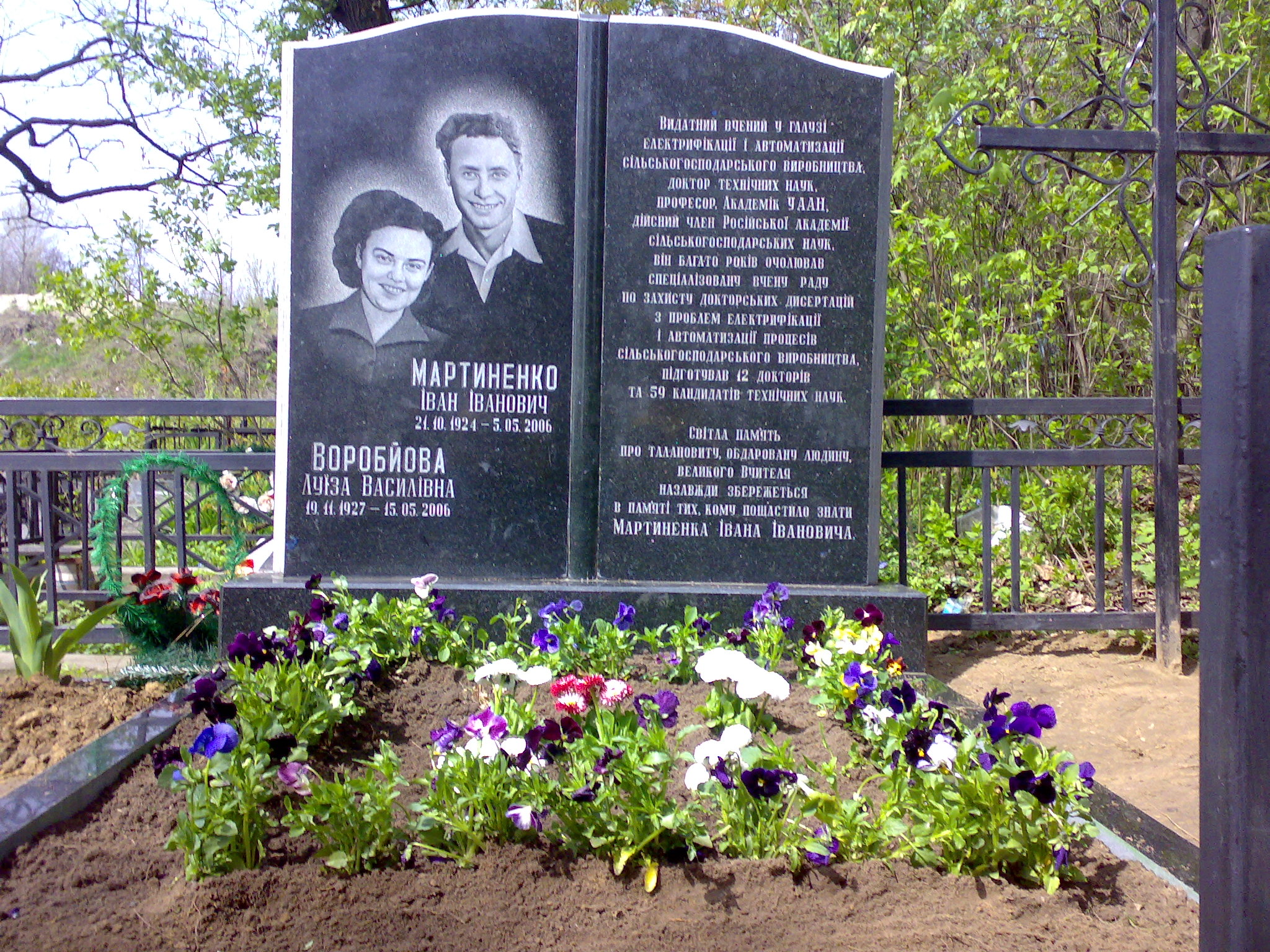
Фотографія могили на Байковому кладовищі. Київ.

Народився 21 жовтня 1924 року в селі Хрестище на Донеччині в родині пекаря Мартиненка Івана Андрійовича та Наталі Олександрівни. У 1926 році, під час голодомору, сім'я виїхала з України в Росію. У 1934 році батько отримав постійну роботу у Новомосковську Тульської області, де сім'я облаштувалась назавжди. Згодом народилися брат Василь і сестра Лідія.
У 1941 році Іван закінчив 9-й клас. Заняття у середній школі доводилось поєднувати з навчанням із військової справи. У серпні 1942 року Івана призвали в Червону армію. Пройшов навчання у Тамбовському кулеметному училищі, де отримав звання «молодший сержант». Весну та літо 1943 року воював на Західному фронті командиром кулеметного відділення, був поранений, лікувався в шпиталі. Військову службу І. І. Мартиненко проходив у Смоленській області та Білорусії. По завершенню війни, в країні, постало питання щодо відновлення сільського господарства. Це визначило вибір майбутньої спеціальності — інженера сільського господарства.
У 1946 році Іван Іванович вступив до Московського інституту механізації та електрифікації сільського господарства за спеціальністю інженера-електрика. Працював з видатними фахівцями в галузі електрифікації сільського господарства академіком Євреїновим М. Г., Лістовим П. М., Будзько І. О., член-кореспондент ВАСГНІЛ Назаровим Г. І., професорами Андріановим В. М., Скворцовим П. Ф., Климовим А. А., які в той час працювали у Московському інституті механізації та електрифікації сільського господарства.
Із відзнакою закінчив Інститут і був прийнятий до аспірантури при кафедрі електричних машин. Розробляв проблему використання асинхронних електродвигунів у сільському господарстві при несиметрії напруги, яка була дуже актуальною в зв'язку з ненадійністю електропостачання. У січні 1955 року захистив кандидатську дисертацію.
Викладав у Мелітопольському інституті механізації сільського господарства. Згодом отримав запрошення до Києва на роботу в Український науково-дослідний інститут механізації та електрифікації сільського господарства (нині Національний Науковий Центр ІМЕСГ УААН).
В інституті Іван Іванович сформував колектив для досліджень з електрифікації сільського господарства та очолив відповідну лабораторію. Під його керівництвом проводились наукові дослідження з проблем електрифікації та автоматизації процесів сільськогосподарського виробництва в Україні. Особлива увага була приділена методології моделювання електрифікованих процесів та установок. В 1960 році він почав дослідження по автоматизації трудомістких процесів в сільському господарстві. Мартиненко І. І. знаходив час і для педагогічної роботи, викладаючи основи застосування електроенергії у сільському господарстві в Українській сільськогосподарській академії (УСГА). У жовтні 1962 року Іван Мартиненко за конкурсом перейшов на роботу доцентом кафедри застосування електроенергії УСГА.
Займався розробкою теорії моделювання енергетичних систем за допомогою електричних аналогів. У 1968 році І. Мартиненко  захистив дисертацію на здобуття наукового ступеня доктора технічних наук, присвячену електромоделюванню для рішення технічних задач в сільському господарстві. У березні 1969 року він очолив кафедру застосування електроенергії УСГА. Почав розвивати новий науковий і навчальний напрям — автоматизацію сільського господарства. Першим в Україні він розробив теорію і започаткував викладання нової дисципліни «Основи автоматики і автоматизації сільськогосподарського виробництва».
У 1970 році І. Мартиненка обирають членом-кореспондентом Всесоюзної Академії Сільськогосподарських Наук (ВАСГНІЛ), і він входить до складу оргкомітету по створенню Південного відділення ВАСГНІЛ. Очолює секцію електрифікації і автоматизації сільськогосподарського виробництва, і з вересня 1973 року за його ініціативою в УСГА розпочалась підготовка інженерів-електромеханіків для сільського господарства. У наступному році І. Мартиненко створив і очолив випускаючу кафедру автоматизації сільськогосподарського виробництва, а в 1979 відкрився відповідний факультет.
У цей час зародилась наукова школа електротехнології та автоматизації сільськогосподарського виробництва. Іваном Івановичем і його школою проведені фундаментальні дослідження та розробки з моделювання енергетичних систем і процесів, застосуванню електротехнологій, енергозбереженню та створенню автоматизованих систем управління технологічними процесами (АСУТП) в сільському господарстві (дивись Наукові праці).
У його школі ведеться підготовка фахівців для галузі електрифікації і автоматизації сільського господарства для провідних навчальних закладів України, а також Росії, Литви, Вірменії, Білорусі, В'єтнаму. Мартиненко І. І. виховав цілу плеяду науковців, які заснували свої школи в Сибірському науково-дослідницькому інституту механізації і електрифікації сільського господарства (СибІМЕ), Іркутському Аграрному Університеті (д.т.н. А. М. Худоногов), Литовському науково-дослідницькому інституті механізації і електрифікації сільського господарства (к.т.н. Л. Браздейкис, к.т.н. Р. Б. Амбрулявичус), Державному аграрному університеті Молдови (к.т.н. Г. С. Беженарь), Кубанському аграрному університеті (д.т.н. Г. П. Перекотій, к.т.н. В. Є. Начинкин), Національному аграрному університеті Вірменії (к.т.н. В. С. Мкртчян, к.т.н. Р. А. Давтян, к.т.н. А. Х. Бадалян), Національному аграрному університеті В'єтнаму.    
У 1988 році І. Мартиненко був обраний академіком ВАСГНІЛ (з 1992 року — Російська академія сільськогосподарських наук). У 1990 році Івану Івановичу присвоєно почесне звання «Заслужений діяч науки і техніки Української РСР». Наприкінці 1990 року І. І. Мартиненка обирають дійсним членом (академіком) Української академії аграрних наук. З того часу він стає академіком двох аграрних академій — Російської та Української.
Під керівництвом І. І. Мартиненка підготували та захистили дисертації 9 докторів та 58 кандидатів технічних наук. Концепції і напрямки досліджень школи І. Мартиненка продовжують розвивати його кращі учні: д.т.н. Корчемний Микола Олександрович, д.т.н., академік Савченко Петро Ілліч, д.т.н., академік Федорейко Валерій Степанович, д.т.н. Галай Микола Васильович, д.т.н. Сікора Любомир Степанович, д.т.н. Сидоренко В. В., д.т.н. Трегуб Микола Іларіонович, д.т.н. Котов Борис Іванович, к.т.н. Панцир Юрій Іванович, к.т.н. Гарасимчук Ігор Дмитрович та ін.
Серед вихованців Івана Івановича і його син Мартиненко Олексій Іванович, один з перших випускників кафедри автоматизації, який продовжує справу батька, розробляючи комп'ютерно-інтегровані технології в сільському господарстві в одному з провідних університетів Канади.

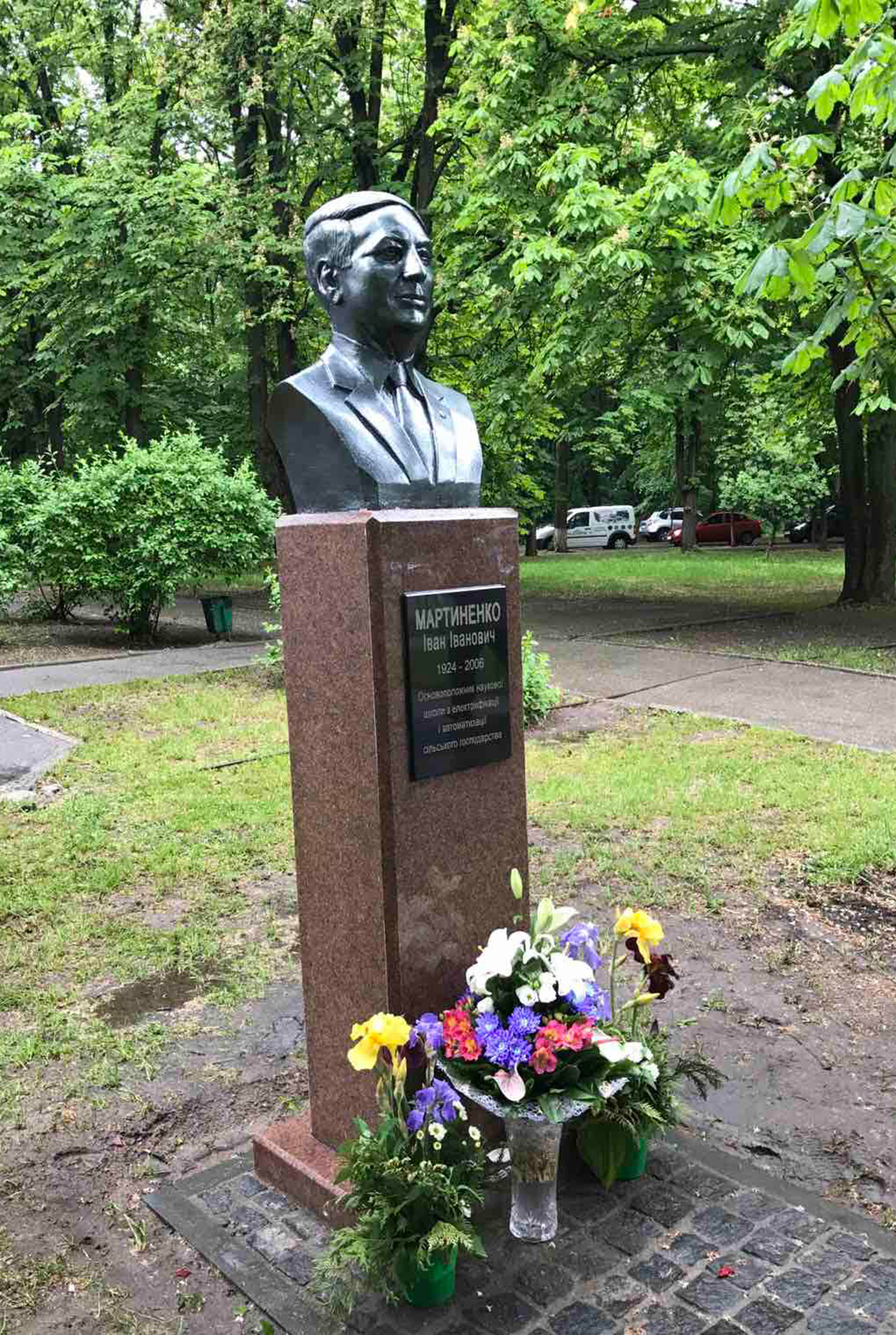
Пам'ятник видатному вченому встановлено в Києві на Алеї слави НУБіП.

Основна робота по підготовці фахівців з автоматизації та комп'ютерно-інтегрованих технологій в сільському господарстві традиційно продовжується в Національному Університеті Біоресурсів і Природокористування України (НУБіП) під керівництвом одного з його учнів, доктора технічних наук Лисенка Віталія Пилиповича. Випускна кафедра носить ім'я її засновника — Івана Івановича Мартиненка.

## Нагороди і відзнаки
Орден Вітчизняної війни II ст. та  орден «За заслуги» ІІІ ст.
12 медалей, в тому числі «За перемогу над Німеччиною у Великій Вітчизняній війні», «Ветеран праці», «У пам'ять 1500-річчя Києва» та ін. Крім того, він одержав два дипломи ВДНГ СРСР (1984 і 1986 рр.). У 1979 р. у зв'язку з 50-річчям ВАСГНІЛ отримав ювілейну медаль «50 лет ВАСХНИЛ», а в 1983 р. нагороджений медаллю «50 лет советской системы аттестации научных и научно-педагогических кадров». У 1985 р. одержав нагрудний знак «Изобретатель СССР».  

## Авторські свідоцтва та патенти
1971
А.с. 403375 СССР, МКИ А 01b 41/06. Датчик растений / Мартыненко И. И., Галай Н. В., Свиталка П. И., Безпалов В. С., Назаров А. А., Васильев Н. В., Сирота Н. И. (СССР). — № 1678186/30-15; Заяв. 08.07.1971; Опубл. 26.10.1973, Бюл. № 43.
1973
А.с. 471079 СССР, МКИ А 01с 3/03. Аппарат для очистки и дезинфекции навозной жижи / Приходченко В. И., Мартыненко И. И., Донец С. М., Русин Т. Г., Линник Н. К., Брык Н. И., Шкодин И. И. (СССР). — № 1930941/30-15; Заяв. 12.06.73; Опубл. 25.05.75, Бюл. № 19.
А.с. 478286 СССР, МКИ G 05d 22/00, G 01n 25/62. Устройство для регулирования температуры воздуха, преимущественно для животноводческих помещений / Мартыненко И. И., Гирченко М. Т., Котов Б. И. (СССР). — № 1896297/30-15; Заяв. 20.03.73; Опубл. 25.07.75, Бюл. № 27.
1977
А.с. 1045324 А СССР, МКИ Н 02h 7/08; Н 02k 3/44. Устройство для защиты обмоток электродвигателя от конденсации влаги / Мартыненко И. И., Корчемный Н. А., Гирченко М. Т., Машевский В. П. (СССР). — № 2487527/24-07; Заяв. 20.05.77; Опубл. 30.09.83, Бюл. № 36.
А.с. 662156 СССР, МКИ В 05b 5/04. Устройство для распыления растворов / Бескровный Н. Ф., Лысенко В. Ф., Мартыненко И. И. (СССР). — № 2518358/23-5; Заяв. 03.08.77; Опубл. 15.05.79, Бюл. № 18.
1979
А.с. 745427 СССР, МКИ А 01d 91/04. Устройство для электрообработки растительного сырья перед сушкой / Мартыненко И. И., Котов Б. И., Литвиненко П. В., Беженарь Г. С. (СССР). — № 2733133/30-15; Заяв. 11.03.79; Опубл. 07.07.80, Бюл. № 25.
А.с. 838535 СССР, МКИ G 01n 19/02. Прибор для определения коэффициента трения дисперсных материалов / Амбрулявичюс Р. Б., Креймерис И. Б., Мартыненко И. И. (СССР). — № 2768980/25-28; Заяв. 21.05.79; Опубл. 15.06.81, Бюл. № 22.
А.с. 948993 СССР, МКИ С 05f 7/00; С 05f 11/02. Способ приготовления торфоилового компоста / Мартыненко И. И., Корчемный Н. А., Головко В. М. (СССР). — № 2791565/30-15; Заяв. 02.07.79; Опубл. 07.08.82, Бюл. № 29.
А.с. 888882 СССР, МКИ A 01k 5/02. Способ раздачи кормов животным и устройство для его осуществления / Гайсинский Э. И., Мартыненко И. И., Токарь Л. М. (СССР). — № 2810722/30-15; Заяв. 07.08.79; Опубл. 15.12.81, Бюл. № 46.
А.с. 844074 СССР, МКИ B 05b 5/04. Устройство для распыления растворов / Безкровный Н. Ф., Мартыненко И. И. (СССР). — № 2859254/23-05; Заяв. 10.10.79; Опубл. 07.07.81, Бюл. № 25.
1980
А.с. 869618 СССР, МКИ А 01с 21/00. Способ для внекорневого внесения удобрений при выращивании сельскохозяйственных растений в теплицах / Мартыненко И. И., Безкровный Н. Ф. (СССР). — № 2896902/30-15; Заяв. 19.03.80, Опубл. 07.10.81, Бюл. № 37.
А.с. 869827 СССР, МКИ B 05b 5/04. Устройство для распыления растворов / Мартыненко И. И., Безкровный Н. Ф. (СССР). — № 2873537/23-05; Заяв. 23.01.80; Опубл. 07.10.81, Бюл. № 37.
А.с. 871838 СССР, МКИ B 05b 5/04. Устройство для распыления растворов / Мартыненко И. И., Безкровный Н. Ф. (СССР). — № 2872189/23-05; Заяв. 22.01.80; Опубл. 15.10.81, Бюл. № 38.
А.с. 895523 СССР, МКИ В 05b 5/04. Устройство для распыления растворов / Безкровный Н. Ф., Мартыненко И. И. (СССР). — № 2928275/23-05; Заяв. 23.05.80; Опубл. 07.01.82, Бюл. № 1.
А.с. 956021 СССР, МКИ В 03с 7/08. Электросемяочистительная машина / Амбрулявичюс Р. Б., Креймерис И. Б., Мартыненко И. И. (СССР). — № 3212757/22-03; Заяв. 26.09.80; Опубл. 07.09.82, Бюл. № 33.
1981
А.с. 994920 СССР, МКИ G 01f 1/66. Устройство для измерения расхода измельченных стебельчатых кормов / Мартыненко И. И., Корчемный Н. А., Федорейко В. С., Шаравин А. Ф. (СССР). — № 3338035/18-10; Заяв. 15.09.81; Опубл. 07.02.83, Бюл. № 5.
А.с. 1018588 А СССР, МКИ А 01с 1/00. Установка для подготовки посевного материала к посеву / Мартыненко И. И., Ревенко И. И., Лепа В. Е. (СССР). — № 3366224/30-15; Заяв. 11.12.81; Опубл. 23.05.83, Бюл. № 19.
А.с. 1053813 А СССР, МКИ А 23l 3/32; А 01f 25/00. Устройство для подготовки продуктов к хранению / Мартыненко И. И., Мищенко В. И., Музыченко В. А. (СССР). — № 3296527/28-13; Заяв. 21.05.81; Опубл. 15.11.83, Бюл. № 42.
1982
А.с. 1093284 А СССР, МКИ А 01d 45/16. Машина для уборки табака / Устименко А. С., Мартыненко И. И., Ярошенко В. Ф., Гаврилюк А. Н., Пиронко К. К., Сафонов А. В. (СССР). — № 3443875/30-15; Заяв. 27.05.82; Опубл. 23.05.84, Бюл. № 19.
1984
А.с. 1289824 А1 СССР, МКИ С 02f 1/36, 1/78. Способ очистки сточных вод / Мартыненко И. И., Линник Н. К., Трегуб Н. И. (СССР). — № 3821653/23-26; Заяв. 07.12.84; Опубл. 15.02.87, Бюл. № 6.
А.с. 1195163 А СССР, МКИ F 26b 15/08. Установка для сушки сыпучих материалов во взвешенном слое / Мартыненко И. И., Иванчиков А. С., Головинский Б. Л., Иванчикова Т. А. (СССР). — № 3759104/24-06; Заяв. 29.06.84; Опубл. 30.11.85, Бюл. № 44.
1985
А.с. 1219154 А СССР, МКИ G 01g 17/08. Устройство для определения ежесуточного привеса животных / Мартыненко И. И., Молявко М. А., Сахно П. А. (СССР). — № 3868554/24-10; Заяв. 30.01.85; Опубл. 30.08.86, Бюл. № 32.
А.с. 1293113 А1 СССР, МКИ С 02f 1/46. Аппарат для очистки сточной воды / Мартыненко И. И., Линник Н. К., Трегуб Н. И. (СССР). — № 3851892/30-26; Заяв. 08.02.85; Опубл. 28.02.87, Бюл. № 8.
1987
А.с. 1508068 А1 СССР, МКИ F 26b 17/12. Установка для сушки сыпучих материалов / Мартыненко И. И., Иванчиков А. С., Головинский Б. Л., Иванчикова Т. А. (СССР). — № 4277504/30-13; Заяв. 06.07.87, Опубл.15.09.89, Бюл. № 34.
1989
А.с. 1664171 А1 СССР, МКИ А 01f 25/00. Способ определения момента прорастания корнеклубнеплода / Мартыненко И. И., Чапный М. В. (СССР). — № 4642389/15; Заяв. 27.01.89; Опубл. 23.07.91, Бюл. № 27.
А.с. 1718752 А1 СССР, МКИ А 01f 25/00. Способ хранения косточковых плодов / Мартыненко И. И., Мищенко В. И., Музыченко В. А., Кангина И. Б., Чернозубенко Н. К. (СССР). — № 4687962/13; Заяв. 11.05.89; Опубл. 15.03.92, Бюл. № 10.
1991
Патент 2042321 С1 (RU), МПК 6 А 01j 7/00. Способ определения физиологического состояния лактирующей коровы и устройство для его осуществления / Мартыненко И. И., Рыбакова Л. В., Шатец А. Д. (UA). — № 4902784/15; Заяв. 16.01.91; Опубл. 27.08.95, Бюл. № 24.
1993
Патент 20945А (UA), МПК C 05f 11/00. Спосіб повної утилізації органічних відходів / Мартиненко І. І., Городній М. М., Чміль А. І. (UA). — № 93006767; Заяв. 18.11.93; Опубл. 07.10.97.
1995
Патент 14626 (UA), МПК G 01n 33/04. Пристрій для кількісного вмісту компонентів молока / Посудін Ю. І., Мартиненко І. І., Шевченко О. І. (UA). — № 95041858; Заяв. 21.04.95; Опубл. 20.01.97.
Патент 17734 (UA), МПК А 01m 21/00, A 01g 7/04. Спосіб знищення коренепаросткових бур'янів на пару / Мартиненко І. І., Куценко Ю. М. (UA). — № 95062957; Заяв. 23.06.95, Опубл. 20.05.97.
1996
Патент 24450А (UA), МПК G 01n 29/02. Ультразвуковий пристрій для вимірювання концентрації компонентів рідких середовищ / Мартиненко І. І., Яковлєв В. Ф., Адон'єв Є. О., Гончарова Д. М. (UA). — № 96072853; Заяв. 16.07.96; Опубл. 17.07.98.
Пат. 23978А (UA), МПК G 01n 29/02, G 01n 33/06. Спосіб визначення вмісту жиру в молоці / Мартиненко І. І., Яковлєв В. Ф., Гончарова Д. М. (UA). — № 96114166; Заяв. 05.11.96; Опубл. 31.08.98., Бюл. № 4.
2000
Патент 30531 (UA), 6 B03C7/04 Пристрій для сепарації насіння зернових культур/ Мартиненко І. І., Міщенко В. І., Нгуен Дінь Лук, VN. 15.11.2000, Бюл. No 6, 2000 р.
2001
Патент 40235 (UA), Буровий снаряд. Кожевников А. О., Мартиненко І. І., Сірик В. Ф., Кузін Ю. Л.. 16.07.2001, Бюл. No 6, 2001 р.
Патент 41001 (UA), Вимірювач обертового моменту. Кожевников А. О., Мартиненко І. І., Сірик В. Ф., Кузін Ю. Л. 15.08.2001, Бюл. No 7, 2001 р. Патент 41616 (UA), Підводний апарат з плавцевим рушієм. Поліщук С. В., Бабенко В. В., Коробов В. І., Мороз В. В., Мартиненко І. І.17.09.2001, Бюл. No 8 , 2001 р.
Патент 42173 (UA), Свердловинний динамометр, Кожевников А. О., Мартиненко І. І., Сірик В. Ф., 15 10 2001, Бюл No 9, 2001 р
Патент 42174 (UA), Переривач потоку промивної рідини. Кожевников А. О., Мартиненко І. І., Сірик В. Ф., 15 10 2001, Бюл No 9, 2001 р
Патент 43040 (UA), Гнучкий буровий снаряд. Кожевников А. О., Мартиненко І. І., Сірик В. Ф., Кузін Ю. Л., Бражененко А. М., 15.11.2001, Бюл. No 10, 2001 р.

## Наукові праці
Фахівець у галузі механізації та електрифікації сільського господарства. Є автором рекомендацій з розрахунку допустимого навантаження асинхронних двигунів при анормальному живленні від сільськогосподарської електромережі; методик проектування систем автоматизованого управління технологічними процесами в рослинництві і тваринництві, енергетичних розрахунків парників і теплиць, а також концепції енергозбереження в сільському господарстві. Опублікував близько 320 наукових праць українською, російською та англійською мовами, в тому числі 35 книг і брошур, з них 10 монографій, 14 підручників і навчальних посібників. Має 26 авторських свідоцтв і 19 патентів на винаходи. Основні праці:
1954
- Мартыненко И. И. Работа трехфазных асинхронных двигателей сельских электроустановок при несимметрии напряжений: Автореф. дис… канд. техн. наук / Моск. ин-т механизации и электрификации сел. хоз-ва. — М., 1954. — 16 с.

1957
- Мартыненко И. И. Допустимая мощность электродвигателей при несимметрии напряжений // Механизация и электрификация соц. сел. хоз-ва. — М., 1957. — № 4. — С. 40—42.

1958
- Мартиненко І. І., Глущенко В. П. Магнето як джерело живлення електроогорожі // Механізація сіл. госп-ва. — К., 1958. — № 5. — С. 27—28.
- Мартыненко И. И. Определение рабочих характеристик асинхронного двигателя при несимметрии напряжений графическим способом // Вестн. электропром-сти. — М., 1958. — № 5. — С. 29—31.

1959
- Бондаренко С. П., Мартиненко І. І. Новий посібник для сільських електрифікаторів // Механізація сіл. госп-ва. — К., 1959. — № 6. — С. 31. — Рец. на кн.: Справочник по применению электроэнергии в сельском хозяйстве / Под ред. Сазонова Н. А. — М., 1958.
- Мартиненко І. І. Як організувати зарядку акумуляторів у колгоспі // Механізація сіл. госп-ва. — К., 1959. — № 9. — С. 32—33.
- Мартиненко І. І., Попов Г. Д. Як правильно експлуатувати колгоспне електрообладнання // Механізація сіл. госп-ва. — К., 1959. — № 5. — С. 29—31.
- Мартыненко И. И. Уравнение кривой к.п.д. асинхронного двигателя // Бюл. науч.-техн. информ. по механизации сел. хоз-ва / Укр.  науч.-исслед. ин-т механизации и электрификации сел. хоз-ва. — К., 1959. — № 4. — С. 43—46.
- Мартыненко И. И., Кистень Г. Е. Полезные советы // Техника в сел. хоз-ве. — М., 1959. — № 5. — С. 39.

1960
- Мартиненко І. І. Експлуатація електрогосподарства в колгоспах і радгоспах. — К.: Знання, 1960. — 32 с.
- Мартиненко І. І. Нове в електрифікації сільського господарства. — К.: Знання, 1960. — 32 с.
- Мартиненко І. І. Автомат для вмикання освітлення на птахофермах // Збірник рацпропозицій Київщини / Рада Всесоюз. т-ва винахідників і раціоналізаторів. — К., 1960. — С. 40—41.
- Мартиненко І. І. Електропідігрів води в автонапувалках АГК-12 // Механізація сіл. госп-ва. — К., 1960. — № 1. — С. 29—30.
- Мартиненко І. І. Режими електроспоживання в колгоспах // Питання застосування електроенергії в сільському господарстві: Зб. наук. пр. секції електрифікації УАСГН / Укр. акад. с.-г. наук. — К., 1960. — С. 209—214.
- Мартиненко І. І. Розрахунок обмоток статора електродвигуна при перемотуванні // Механізація сіл. госп-ва. — К., 1960. — № 7. — С. 29—30.
- Мартыненко И. И., Кошевой Э. И. Автоматизация управления дополнительным освещением на птицеферме // Птицеводство. — М., 1960. — № 9. — С. 33—35.

1961
- Мартиненко І. І. Електростанція може працювати без редуктора // Механізація сіл. госп-ва. — К., 1961. — № 2. — С. 31.
- Мартиненко І. І., Дорош І. Й. Питання методики визначення енергетичних показників рівня перспективної електрифікації колгоспів і радгоспів УРСР // Вісн. с.-г. науки. — К., 1961. — № 7. — С. 11—18.
- Мартыненко И. И. Новые технические средства электроавтоматизации производственных процессов в животноводстве // Научно-техническое совещание по комплексной электрификации: Материалы. –  Запорожье, 1961. — Вып. 1. — С. 13—14.
- Мартыненко И. И., Дорош И. И. Электрификация колхозов и совхозов Украинской ССР // Механизация и электрификация соц. сел. хоз-ва. — М., 1961. — № 6. — С. 45—48.

1962
- Використання електроенергії в колгоспі «Шлях до комунізму» / Мартиненко І. І., Кістень Г.Є, Дорош І. І., Коломієць І. Ф. — К.: Укрсільгоспвидав, 1962. — 60 с.
- Мартыненко И. И. Электроавтоматизация трудоемких процессов в животноводстве и птицеводстве. — К.: Киев. дом науч.-техн. пропаганды, 1962. — 59 с.
- Дорош І. І., Мартиненко І. І. Ефективність використання електроенергії в сільському господарстві [Української РСР] // Механізація сіл. госп-ва. — К., 1962. — № 7. — С. 26—27.
- Мартиненко І. І. Як використати трифазний двигун при однофазному живленні // Механізація сіл. госп-ва. — К., 1962. — № 9. — С. 29—30.
- Мартиненко І. І. Як пристосувати електромашини змінного струму для електрозварювання // Механізація сіл. госп-ва. — К., 1962. — № 4. — С. 29—30.
- Мартыненко И. И., Кистень Г. Е. Исследование устройства для автоматического управления дополнительным освещением на птицефермах // Вопросы механизации и электрификации сел. хоз-ва: Науч. тр. / Укр. науч.-исслед. ин-та механизации и электрификации сел. хоз-ва. — К., 1962. — Т. 4. — С. 121—122.

1963
- Мартиненко І. І. Автоматизація електрифікованих водокачок // Календар колгоспника. — К., 1963. — С. 150.
- Мартиненко І. І. Шляхи підвищення коефіцієнта потужності в сільських електроустановках // Вісн. с.-г. науки. — К., 1963. — № 7. — С. 34—38.
- Мартиненко І. І., Терпило М. М. Автоматична опромінювальна установка // Механізація сіл. госп-ва. — К., 1963. — № 9. — С. 28.

1964
- Олійник В. С., Мартиненко І. І. Автоматизація виробничих процесів у тваринництві. — К.: Урожай, 1964. — 160 с.
- Рекомендації по поліпшенню експлуатації електроприводів в колгоспах і радгоспах / Бондаренко С. П., Гончар В. Ф., Мартиненко І. І., Марченко О. С., Олійник В. С., Тищенко Л. П. — К.: Урожай, 1964. — 16 с.
- Мартыненко И. И., Терпило Н. Н. Устройство для автоматического зажигания ртутно-кварцевых ламп и дозировки ультрафиолетового облучения // Вопросы механизации и электрификации сел. хоз-ва: Науч. тр. / Укр.  науч.-исслед. ин-т механизации и электрификации сел. хоз-ва. — К.: Госсельхозиздат УССР, 1964. — Вып. 5. –  С. 155—157.

1965
- Мартыненко И. И. Допустимая нагрузка асинхронных двигателей при неноминальном напряжении // Механизация и электрификация соц. сел. хоз-ва. — М., 1965. — № 5. — С. 35-37.
- Мартыненко И. И. О применении метода электроаналогии к решению задач рационального использования электроэнергии в сельскохозяйственных электроустановках // Технические и экономические основы широкого внедрения электрической энергии в сельскохозяйственное производство: Тез. докл. и сообщ. Всесоюз. науч.-техн. совещ. по электрификации сел. хоз-ва / Всесоюз. науч.-исслед. ин-т электрификации сел. хоз-ва. — М., 1965. — С. 156—157.
- Мартыненко И. И., Таран В. П. Устройство для измерения колебаний и отклонений напряжения электрической сети // Энергетика и электротехн. пром-сть. — М., 1965. — № 1. — С. 22-23.
- Олейник В. С., Мартыненко И. И. Исследование режимов электропотребления карусельных доильных установок // Механизация и электрификация сел. хоз-ва. — К., 1965. — Вып. 4. — С. 31-39.

1966
- Мартиненко І. І., Семенченко Н. О. Електрифікація виробничих процесів в рослинництві. — К.: Урожай, 1966. — 112 с.
- Мартыненко И. И. Методика расчета и исследования электрообогрева групповых автопоилок // Механизация и электрификация сел. хоз-ва. — К., 1966. — Вып.6. — С. 78-81.

1967
- Мартиненко І. І. Втрата фази — небезпека для двигуна; Ізоляційна вставка до вакуум-проводу // Механізація сіл. госп-ва. — К., 1967. — № 9. — С. 21.
- Мартыненко И. И. Применение метода электрических аналогий к решению задач рационального использования электродвигателей в сельском хозяйстве // Механизация и электрификация сел. хоз-ва: Сб. науч. тр. / Укр. с.-х. акад. — К., 1967. — С. 144—153.

1968
- Мартыненко И. И. Разработка новых методов расчета и исследования сельскохозяйственных потребительских электроустановок на основе электроаналогий и электромоделирования: Автореф. дис… д-ра техн. наук / Моск. ин-т инженеров с.-х. производства. — М., 1968. — 35 с.
- Мартиненко І. І. Допустиме навантаження асинхронних двигунів при анормальному живленні // Механізація і електрифікація виробничих процесів у сільському господарстві: Наук. пр. / Укр. с.-г. акад. — К., 1968. — Вип. 5. — С. 110—119.
- Мартиненко І. І., Нгуєн Ван А. Визначення допустимого навантаження асинхронних електродвигунів при відхиленні напруги і частоти // Вісн. с.-г. науки. — К., 1968. — № 11. — С. 20-26.
- Мартыненко И. И. Вопросы применения электрических аналогий к решению задач рационального использования электроэнергии в сельском хозяйстве // Исследования по механизации и электрификации сельского хозяйства: Сб. науч. тр. / Укр. с.-х. акад. — К.: Урожай, 1968. — С. 278—284.
- Мартыненко И. И. Моделирование динамики работы автоматизированных электротепловых установок в сельском хозяйстве // Автоматизация сельскохозяйственного производства: Тез. докл. Всесоюз. науч. конф. / Всесоюз. науч.-исслед. ин-т электрификации сел. хоз-ва. — М., 1968. — С. 97-98.
- Мартыненко И. И. Моделирование рабочих режимов асинхронных электроприводов с.–х. машин // Всесоюзная конференция по автоматизированному электроприводу: Тез. докл. / Всесоюз. ин-т электрификации сел. хоз-ва, Информстандартэнерго. — М., 1968. — С. 19.
- Мартыненко И. И., Котов Б. И. Исследование динамики нагрева парника на электрической модели-аналоге // Механизация и электрификация соц. сел. хоз-ва. — М., 1968. — № 3. — С. 24-26.

1969
- Електрифікація сільського господарства / Бондаренко С. П., Вечера М. Д., Дорош І. Й., Кістень Г. Є., Кіяниця В. Н., Мартиненко І. І. та ін.; За ред. Кістеня Г. Є. — К.: Урожай, 1969. — 144 с.
- Мартиненко І. І. Застосування електричних аналогій до рішення технічних задач // Механізація та електрифікація сіл. госп-ва. — К., 1969. — Вип. 10. — С. 71-76.

1970
- Бондаренко С. П., Мартиненко І. І. Раціональне використання сільськогосподарських низьковольтних мереж // Питання електрифікації сільського господарства: Наук. пр. / Укр. с.-г. акад. — К., 1970. — Вип. 30. — С. 19-24.
- Мартиненко І. І. Комплексна електрифікація виробничих процесів у тваринництві // Довідник електрика сільськогосподарського виробництва / За ред. Олійника В. С. — К., 1970. — Розд. 13. — С. 355—377.
- Мартиненко І. І. Методика моделювання релейних схем автоматичного управління електроустановками // Питання методики досліджень в галузі електрифікації сільського господарства: Зб. / Укр. наук.-досл. ін-т механізації і електрифікації сіл. госп-ва. — К.: Урожай, 1970. — С. 4-7.
- Мартиненко І. І. Про раціональний режим роботи асинхронного двигуна при несиметрії напруги // Питання електрифікації сільського господарства: Наук. пр. / Укр. с.-г. акад. — К., 1970. — Вип. 30. — С. 12-15.
- Мартиненко І. І., Корчемний М. О. Визначення інструментальної похибки при дослідженні асинхронного електропривода за допомогою АОМ // Питання електрифікації сільського господарства: Наук. пр. / Укр. с.-г. акад. — К., 1970. — Вип. 30. — С. 41-44.
- Мартиненко І. І., Корчемний М. О. Визначення моменту опору робочих машин за діаграмами споживаної потужності приводів // Питання електрифікації сільського господарства: Наук. пр. / Укр. с.-г. акад. — К., 1970. — Вип. 30. — С. 25-29.
- Мартыненко И. И. Перспективы развития электрификации процессов сельскохозяйственного производства // Технический прогресс и перспективы развития комплексной механизации сельского хозяйства: Тез. докл. респ. науч.-техн. конф. — К., 1970. — С. 148—151.
- Мартыненко И. И., Гайдук В. Н. Применение электрической энергии в сельском хозяйстве // Механизация и электрификация соц. сел. хоз-ва. — М., 1970. — № 5. — С. 54. — Рец. на кн.: Яницкий С. В. Применение электрической энергии в сельском хозяйстве. — М.: Колос, 1969.
- Мартыненко И. И., Корчемный Н. А. Исследование режимов работы асинхронных электроприводов с переменной нагрузкой на аналоговых вычислительных машинах // Научно-методическое совещание по комплексной электрификации животноводства и птицеводства: Материалы / Всесоюз. науч.-исслед. ин-т электрификации сел. хоз-ва. — М., 1970.

1971
- Мартиненко І. І. Автоматизація установок по очищенню і сушінню зерна. — К.: Урожай, 1971. — 72 с. — (Б-чка сіл. електрика).
- Герасимов Л., Мартыненко И. Подкормка коров на выпасах // Земля сибирская, дальневосточная. — М., 1971. — № 6. — С. 25-27.
- Мартиненко І. І., Тимошенко Ю. О. Застосування диференціюючого коректора в системах регулювання температури фітоустановок // Механізація і електрифікація сіл. госп-ва.– К., 1971. — Вип. 19. — С. 32-35.
- Мартыненко И. И. Вопросы автоматизации производственных процессов в сельском хозяйстве // Комплексное использование электроэнергии в сельскохозяйственном производстве: Тез. докл. и сообщ. науч.-произв. семинара / Укр. с.-х. акад. — К., 1971. — С. 8-11.
- Мартыненко И. И. Моделирование рабочих режимов асинхронных электроприводов сельскохозяйственных машин // Автоматизированный электропривод в народном хозяйстве: Тр. V Всесою. конф. по автоматизированному электроприводу. — М.: Энергия, 1971. — Т. 4: Электропривод в химической, бумажной и легкой  пром-ти и в сел. хоз-ве. — С. 170—171.
- Мартыненко И. И. Оптимальный микроклимат — в каждый свинарник // Сел. зори. — М., 1971. — № 2. — С. 45-46.
- Мартыненко И. И. Применение электрических моделей при теплоэнергетических расчетах электропарников // Пути дальнейшего расширения электрификации и повышения электровооруженности труда в сельском хозяйстве республики: Тез. докл. науч.-техн. конф. –Кишинев, 1971. — С. 19-20.
- Мартыненко И. И. Применение электропривода в птицеводстве // Прогноз технического прогресса на 10-15 лет в области механизации, электрификации, автоматизации сельскохозяйственного производства / ВАСХНИЛ. — М., 1971. — С. 34-35.
- Мартыненко И. И., Корчемный Н. А. К вопросу выбора электропривода рабочих машин с переменной нагрузкой // Системы автоматизированных электроприводов сельскохозяйственных машин, агрегатов и поточных линий в животноводстве и растениеводстве: Тез. докл. Всесоюз. науч.-техн. совещ. / Всесоюз. науч.-исслед. ин-т электрификации сел. хоз-ва. — М., 1971. — С. 42-43.
- Мартыненко И. И., Корчемный Н. А. Определение динамических характеристик сельскохозяйственных асинхронных электроприводов // Механизация и электрификация сел. хоз-ва. — Минск, 1971. — Вып. 7. — С. 14-19.
- Мартыненко И. И., Корчемный Н. А. Расчет параметров приводов машин с переменной нагрузкой с помощью амплитудно-фазовых характеристик // Всесоюзное научно-техническое совещание по электрификации сельского хозяйства: Материалы / Всесоюз. науч.-исслед. ин-т электрификации сел. хоз-ва. — М.; Уфа, 1971. — Вып. 5. — С. 65-66.
- Мартыненко И. И., Котов Б. И. Исследование системы автоматического регулирования температуры в парниках при периодическом наружном возмущении // Комплексное использование электроэнергии в сельскохозяйственном производстве: Тез. докл. и сообщ. науч.-произв. семинара / Укр. с.-х. акад. — К., 1971. — С. 60-61.
- Мартыненко И. И., Котов Б. И. Применение комбинированных инвариантных САР для автоматизации сельскохозяйственных электронагревательных установок // Всесоюзное научно-техническое совещание по электрификации сельского хозяйства: Материалы / Всесоюз. науч.-исслед. ин-т электрификации сел. хоз-ва. — М.; Уфа, 1971. — Вып. 5. — С. 98-99.
- Мартыненко И. И., Недилько Н. М., Чуенко Н. А. Регулирование температурно-влажностного режима воздуха в птичниках для климатических условий Юга УССР // Комплексное использование электроэнергии в сельскохозяйственном производстве: Тез. докл. и сообщ. науч.-произв. семинара / Укр. с.-х. акад. — К., 1971. — С. 37-38.
- Мартыненко И. И., Соловьев Ю. М. Классификация способов сушки табака и сушильных установок // Комплексное использование электроэнергии в сельскохозяйственном производстве: Тез. докл. и сообщ. науч.-произв. семинара / Укр. с.-х. акад. — К., 1971. — С. 74-77.
- Мартыненко И. И., Тимошенко Ю. А. Автоматизация фитоустановок // VII научно-техническая конференция КПИ: Материалы докл. — Кишинев, 1971. — С. 236—237.
- Мартыненко И. И., Тимошенко Ю. А. Исследование и разработка средств регулирования микроклимата в растениеводческих объектах методом моделирования // Всесоюзное научно-техническое совещание по электрификации сельского хозяйства: Материалы / Всесоюз. науч.-исслед. ин-т электрификации сел. хоз-ва. — М.; Уфа, 1971. — Вып. 5. — С. 141—142.

1972
- Мартиненко І. І., Дмитренко Л. П. Про сучасний стан і перспективи розвитку автоматизації технологічних процесів у птахівництві // Вісн. с.-г. науки. — К., 1972. — № 9. — С. 31- 37.
- Мартыненко И. И. Вопросы автоматизации животноводства и птицеводства // Автоматизация сельских электроустановок: Тез. докл. Всесоюз. науч.-техн. совещ. / Всесоюз. науч.-исслед. ин-т электрификации сел. хоз-ва. — М., 1972. — С. 24-26.
- Мартыненко И. И., Галай Н. В. Исследование автоматического импульсно-искрового прореживателя-культиватора всходов сахарной свеклы // IV Всесоюзная научно-техническая конференция по применению повышенной частоты тока в сельском хозяйстве: Тез. докл. / Горский с.-х. ин-т. –Орджоникидзе, 1972. — С. 7-8.
- Мартыненко И. И., Гирченко М. Т. К расчету динамики микроклимата в свинарниках-маточниках с помощью электрических моделей-аналогов // Системы электротехнических средств для создания оптимальных режимов микроклимата на животноводческих и птицеводческих фермах: Тез. докл. Всесоюз. науч.-техн. совещ. / Всесоюз. науч.-исслед. ин-т электрификации сел. хоз-ва. — М., 1972. — С. 32.
- Мартыненко И. И., Иванов Г. Я. Определение тепловых потерь в весенних теплицах методом электротеплового моделирования // Электрификация тепловых процессов и работ в культивационных сооружениях: Тез. докл. Всесоюз. науч.-техн. совещ. / Всесоюз. науч.-исслед. ин-т электрификации сел. хоз-ва. — М., 1972. — С. 83.
- Мартыненко И. И., Корчемный Н. А. Методика определения передаточных функций асинхронного привода // Вопросы электрификации сельского хозяйства: Науч. тр. УСХА. — К., 1972. — Вып. 54. — С. 27-32.
- Мартыненко И. И., Корчемный Н. А. Оптимальные параметры электропривода сельскохозяйственных машин с переменной нагрузкой // Электропривод сельскохозяйственных машин и оборудования: Тез. докл. Всесоюзн. науч.-техн. совещ. / Всесоюз. науч.-исслед. ин-т электрификации сел. хоз-ва. — М., 1972. — С. 31-32.
- Мартыненко И. И., Котов Б. И. Методика исследования системы автоматического регулирования температуры в парниках с помощью логарифмических частотных характеристик // Вопросы электрификации сельского хозяйства: Науч. тр. УСХА. — К., 1972. — Вып. 54. — С 43-49.
- Мартыненко И. И., Котов Б. И. Методы математического моделирования систем электрообогрева закрытого грунта // Электрификация тепловых процессов и работ в культивационных сооружениях: Тез. докл. Всесоюз. науч.-техн. совещ. / Всесоюз. науч.-исслед. ин-т электрификации сел. хоз-ва. — М., 1972. — С. 59-61.
- Мартыненко И. И., Котов Б. И. Повышение качества автоматического регулирования температуры в сельскохозяйственных объектах // Автоматизация сельских электроустановок: Тез. докл. Всесоюз. науч.-техн. совещ. / Всесоюз. науч.-исслед. ин-т электрификации сел. хоз-ва. — М., 1972. — С. 5-6.
- Мартыненко И. И., Свиталка П. И. Исследование электроискрового способа прореживания всходов сахарной свеклы // IV Всесоюзная научно-техническая конференция по применению повышенной частоты тока в сельском хозяйстве: Тез. докл. / Горский с.-х. ин-т. — Орджоникидзе, 1972. — С. 9-10.
- Мартыненко И. И., Соловьев Ю. М. Регулирование температуры и влажности воздуха в табакосушилке // Сел. хоз-во Молдавии. — Кишинёв, 1972. — № 5. — С. 33-34.
- Мартыненко И. И., Соловьев Ю. М. Электрокалориферная сушка табака // Электрификация тепловых процессов и работ в культивационных сооружениях: Тез. докл. Всесоюз. науч.-техн. совещ. / Всесоюз. науч.-исслед. ин-т электрификации сел. хоз-ва.. — М., 1972. — С. 44-45.
- Мартыненко И. И., Тимошенко Ю. А. Вопросы автоматизации микроклимата культивационных сооружений // Электрификация тепловых процессов и работ в культивационных сооружениях: Тез. докл. Всесоюз. науч.-техн. совещ. / Всесоюз. науч.-исслед. ин-т электрификации сел. хоз-ва. — М., 1972. — С. 77-79.
- Мартыненко И. И., Тимошенко Ю. А. К методике составления уравнений динамики нелинейных систем автоматического управления // Вопросы электрификации сельского хозяйства: Науч. тр. УСХА. — К., 1972. — Вып. 54. — С. 4-14.
- Мартыненко И. И., Чуенко Н. А. Прямое адиабатическое водоиспарительное охлаждение приточного воздуха птичников // Системы электротехнических средств для создания оптимальных режимов микроклимата на животноводческих и птицеводческих фермах: Тез. докл. Всесоюз. науч.-техн. совещ. / Всесоюз. науч.-исслед. ин-т электрификации сел. хоз-ва. — М., 1972. — С. 36-37.

1973
- Мартиненко І. І., Гірник М. Л. Електроавтоматизація у сільському господарстві. — К.: Урожай, 1973. — 240 с. Рец.: Василенко І. Від механізації до автоматизації // Механізація сіл. госп-ва. — 1974. — № 7. — С. 19.
- Мартыненко И. И. Основы автоматики. — К.: УСХА, 1973. — 112 с.
- Мартиненко І. І. Монографія по автоматизації виробництва // Механізація сіл. госп-ва. — К., 1973. — № 4. — С. 14-15. — Рец. на кн.: Василенко П. М., Василенко И. И. Автоматизация процессов сельскохозяйственного производства. — 2-е изд., перераб. и доп. — М.: Колос, 1972.
- Мартиненко І. І., Галай М. В., Світалка П. І. Вивчення роботи автоматичного проріджувача з іскровим робочим органом // Механізація і електрифікація сіл. госп-ва. — К., 1973. — Вип. 26. — С. 17-23.
- Мартиненко І. І., Гірченко М. Т. Методика дослідження мікроклімату в свинарниках маточниках за допомогою електричної моделі-аналогу // Механізація і електрифікація сіл. госп-ва. — К., 1973. — Вип. 26. — С. 72-75.
- Мартиненко І. І., Соловйов Ю. М. Автоматичне регулювання температури сушіння тютюну // Механізація і електрифікація сіл. госп-ва. — К., 1973. — Вип. 26. — С. 74-77.
- Мартыненко И. И. Введение // Сагач М. Ф. Технический прогресс — в сельском хозяйстве. — К.: Урожай, 1973. — С. 3-8.
- Мартыненко И. И. Некоторые особенности автоматизации комплексов // Комплексная механизация птицеводства: Тез. докл. Всесоюз. науч.-техн. совещ. / Всесоюз. науч.-исслед. ин-т электрификации сел. хоз-ва. — М., 1973. — С. 6-8.
- Мартыненко И. И., Андренко В. Н. Автоматизация установок для создания оптимального микроклимата в птичниках Юга Украины // Комплексная механизация птицеводства: Тез. докл. Всесоюз. науч.-техн. совещ. / Всесоюз. науч.-исслед. ин-т электрификации сел. хоз-ва. — М., 1973. — С. 26-27.
- Мартыненко И. И., Андренко В. Н. Вентиляция в промышленном птицеводстве Юга Украины // Комплексная механизация птицеводства: Тез. докл. Всесоюз. науч.-техн. совещ. / Всесоюз. науч.-исслед. ин-т электрификации сел. хоз-ва. — М., 1973. — С. 23-24.
- Мартыненко И. И., Андренко В. Н. Увлажнение и охлаждение птичников в жаркое время // Птицеводство. — М., 1973. — № 9. — С. 33-35.
- Мартыненко И. И., Долгов И. А., Тимошенко Ю. А. Автоматизация сельскохозяйственного производства // Механизация и электрификация соц. сел. хоз-ва. — М., 1973. — № 4. — С. 60-61. — Рец. на кн.: Василенко П. М., Василенко И. И. Автоматизация процессов сельскохозяйственного производства. — М.: Колос, 1972.
- Мартыненко И. И., Клюшин Г. В., Старшов А. И. Использование добавочных энергопотоков для регулирования мощности многоэлектродного водонагревателя // Электрификация сельского хозяйства: Тез. докл. респ. науч.-техн. совещ. / Центр. науч.-исслед. ин-т механизации и электрификации сел. хоз-ва Нечерноземной зоны СССР. — Минск, 1973. — С. 17-18.
- Мартыненко И. И., Корчемный Н. А. Применение аналоговых вычислительных машин для исследования сельскохозяйственных приводов // Научно-методическая конференция по применению вычислительной техники в сельском хозяйстве: Тез. докл. / Груз. науч.-исслед. ин-т механизации и электрификации сел. хоз-ва. — Тбилиси, 1973. — С. 3.
- Мартыненко И. И., Корчемный Н. А. Расчет параметров асинхронного электропривода с переменной нагрузкой // Механизация и электрификация соц. сел. хоз-ва. — М., 1973. — № 2. — С. 28-30.
- Мартыненко И. И., Котов Б. И. Компенсация внешних возмущений в системах автоматического регулирования температуры // Механизация и электрификация соц. сел. хоз-ва. — М., 1973. — № 9. — С. 52-55.
- Мартыненко И. И., Мельник П. П. Определение колебаний напряжений в сети при пуске асинхронных короткозамкнутых электродвигателей // Энергетика и электрификация. — К., 1973. — № 6. — С. 44-45.
- Мартыненко И. И., Стафийчук В. Г. Прогнозирование сельскохозяйственного электропотребления // Современные проблемы энергетики: Тез. докл. и сообщ. респ. науч.-техн. конф. / АН УССР. — К., 1973. — Ч. I. — С. 20-21.
- Мартыненко И. И., Чуенко Н. А. Увлажнение воздуха в птичниках // Сел. хоз-во Молдавии. — Кишинев, 1973. — № 7. — С. 48-50.

1974
- Мартыненко И. И., Галай Н. В., Кива А. Е. Экспериментальное определение оптимальных параметров искрового рабочего органа в режиме прореживания растений // V межвузовская научно-техническая конференция по применению токов повышенной частоты: Тез. докл. / Горский с.-х. ин-т. — Орджоникидзе, 1974. — С. 159—163.
- Мартыненко И. И., Галай Н. В., Свиталка П. И. Датчик для распознавания культурных растений, сорняков и комков почвы // Механизация и электрификация соц. сел. хоз-ва. — М., 1974. — № 8. — С. 56-57.
- Мартыненко И. И., Кистень Г. Е. Основные принципы построения систем комплексной автоматизации процессов в птицеводстве // Новая техническая направленность в проектировании птицефабрик: Тр. Всесоюз. совещ. по производству яиц и мяса птицы. — Ростов-на-Дону, 1974. — С. 46-48.
- Мартыненко И. И., Кистень Г. Е., Корчемный Н. А. Состояние и перспективы применения систем комплексной автоматизации птицеферм и птицефабрик // Передовой производственный опыт в птицеводстве: Экспресс-информация ВНИТИП. — М., 1974. — № 12. — С. 8-10.
- Мартыненко И. И., Клюшин Г. В., Старшов А. И. Использование добавочных энергопотоков для управления мощностью многоэлектродного водонагревателя // Зап. Ленингр. с.-х. ин-та. — Л., 1974. — Т. 224. — С. 32-39.
- Мартыненко И. И., Котов Б. И., Андренко В. Н. Исследование сельскохозяйственных установок активного вентилирования с помощью электромоделирования // Вестн. с.-х. науки. — М., 1974. — № 9. — С. 93-98.
- Мартыненко И. И., Чуенко Н. А. Новая система увлажнения приточного воздуха птичников // Передовой производственный опыт в птицеводстве: Экспресс-информация ВНИТИП. — М., 1974. — № 12. — С. 15-19.

1975
- Мартыненко И. И., Саркисян В. И. Вычислительная техника в инженерных и экономических расчетах: Учеб. пособ. для студентов инж. фак. высш. с.-х. учеб. завед. — М.: Колос, 1975. — 304 с. Рец.: Евсюков Т. П., Косилов О. Н., Красниченко А. Л. Применение ЭВМ в сельском хозяйстве // Механизация и электрификация соц. сел. хоз-ва. — М., 1976. — № 4. — С. 7, 33, 62.
- Комплексная автоматизация процессов в животноводстве и птицеводстве / Мартыненко И. И., Кистень Г. Е., Корчемный Н. А., Гоменюк П. Я. // Пути сокращения применения ручного и тяжелого, а также неквалифицированного труда: Тез. докл. на межресп. отраслевой науч.-техн. конф. / АН УССР. — К., 1975. — Вып. 2. — С. 72-75.
- Мартиненко І. І., Лінник М. К., Приходченко В. І. Очистка фільтрату рідкого гною електрофлотаційним способом із застосуванням коагулятора // Вісн. с.-г. науки. — К., 1975. — № 8. — С. 19-23.
- Мартыненко И. И., Гирченко М. Т. Исследование режимов работы источников общего и местного обогрева свинарника-маточника // Механизация и электрификация сел. хоз-ва. — К., 1975. — Вып. 32. — С. 7-9.
- Мартыненко И. И., Клюшин Г. В., Старшов А. И. Фазосдвигающий тиристорный источник питания для многоэлектродных водонагревателей // Электрификация сельскохозяйственного производства: Науч. тр. УСХА. — К., 1975. — Вып. 110, т. IІ. — С. 3-9.
- Мартыненко И. И., Котов Б. И. К вопросу повышения качества двухпозиционного регулирования температуры в парниках // Электрификация сельскохозяйственного производства: Науч. тр. УСХА. — К., 1975. — Вып. 110, т. І. — С. 8-13.
- Мартыненко И. И., Мамаджанов К. Методика математического моделирования динамических характеристик сублимационной сушильной установки // Электрификация сельскохозяйственного производства: Науч. тр. УСХА. — К., 1975. — Вып. 110, т. І. — С. 3-7.
- Мартыненко И. И., Меженный С. Я. Вибрация асинхронных двигателей при несимметрии напряжений // Механизация и электрификация соц. сел. хоз-ва. — М., 1975. — № 8. — С. 33-35.
- Мартыненко И. И., Саркисян В. И., Вольфенгаген В. Э. Типизация задач автоматизированных систем обработки данных // Машинные методы проектирования систем обработки данных: Тез. докл. респ. науч.-техн. конф. / О-во «Знание» УССР. — К., 1975. — С. 33-34.
- Мартыненко И. И., Свиталка П. И., Галай Н. В. Некоторые вопросы влияния на растения и биологическую активность почвы электроискрового рабочего органа // IV всесоюзная научно-техническая конференция по применению повышенной частоты тока: Сб. докл. / Горский с.-х. ин-т. — Орджоникидзе: Ир, 1975. — С. 210—215.
- Мартыненко И. И., Тимошенко Ю. А. Анализ автоматических систем регулирования микроклимата растениеводческих сооружений с использованием математического моделирования // Автоматизация производственных процессов в растениеводстве: Тез. докл. IV Всесоюз. науч.-техн. совещ. / Всесоюз. науч.-исслед. ин-т механизации сел. хоз-ва. — М., 1975. — С. 4-6.

1976
- Електропривод і застосування електроенергії в сільському господарстві / Мартиненко І. І., Гончар В. Ф.,  Терпило М. М., Тищенко Л. П.; За ред. Мартиненка І. І. — К.: Урожай, 1976. — 440 с.
- Мартиненко І. І. Електрифікація виробничих процесів у рослинництві. — 2-е вид., доп. і перероб. — К.: Урожай, 1976. — 56 с.
- Мартиненко І. І. Досягнення вчених — сільському господарству // Під прапором ленінізму. — К., 1976. — № 19. — С. 58-59.
- Мартиненко І. І., Кістень Г. Є. Наукові напрямки розвитку комплексної автоматизації сільськогосподарського виробництва // Вісн. с.-г. науки. — К., 1976. — № 12. — С. 73-76.
- Мартиненко І. І., Чуєнко М. О. Автоматична система зволоження повітря пташника дисковими розпилювачами // Вісн. с.-г. науки. — К., 1976. — № 5. — С. 90-92.
- Мартыненко И. И. Основные проблемы автоматизации сельскохозяйственного производства // Новые методы и технические средства автоматизации управления процессами производства и обработки информации в сельском хозяйстве: Тез. докл. науч.-техн. конф. / О-во «Знание» УССР. — К., 1976. — С. 3.
- Мартыненко И. И., Иванов Г. Я. Методика электрического моделирования температурных полей в открытом и защищенном грунте // Комплексная механизация сельскохозяйственного производства: Тр. Днепропетр. СХИ. — Днепропетровск, 1976. — Т. 33. — С. 38-43.
- Мартыненко И. И., Кондратюк В. А. Анализ производительности многокомпонентного дозатора кормов // Механизация и электрификация соц. сел. хоз-ва. — М., 1976. — № 12. — С. 16-20.
- Мартыненко И. И., Котов Б. И. Об электрических методах интенсификации технологических процессов в земледелии // Вопросы земледельческой механики: Тез. докл. Всесоюз. науч. конф. по современным проблемам земледельческой механики / ВАСХНИЛ. — М., 1976. — С. 4-6.
- Мартыненко И. И., Лысенко В. Ф. Исследование физико-химических свойств некоторых лекарственных препаратов с целью применения их для электроаэрозольтерапии // Теория и практика повышения продуктивности сельскохозяйственных животных: Науч. тр. УСХА. — К., 1976. — Вып. 182. — С. 142—145.
- Мартыненко И. И., Лысенко В. Ф. Механизация и электрификация процесса внесения электроаэрозолей лекарственных препаратов в птицеводческих помещениях // Механизация и автоматизация промышленного птицеводства: Тез. докл. координац. совещ. / Всесоюз. ин-т электрификации сел. хоз-ва. — М., 1976.
- Мартыненко И. И., Пасичная О. П. Исследование теплоэнергетических показателей теплиц в зависимости от вида ограждения и климатических условий // Проблемы электромеханизации защищенного грунта: Тез. докл. и сообщ. Всесоюз. науч.-техн. совещ. / Всесоюз. ин-т электрификации сел. хоз-ва. — М., 1976. — С. 27-28.
- Мартыненко И. И., Пастушенко В. С., Кондратюк В. А. Теоретическая оценка способов отработки рецептуры при многокомпонентном автоматическом весовом дозировании зерновых ингредиентов // Новые методы и технические средства автоматизации управления процессами производства и обработки информации в сельском хозяйстве: Тез. докл. науч.–техн. конф. — К.: Знание, 1976. — С. 7-8.

1977
- Мартыненко И. И., Котов Б. И., Беженарь Г. С. Интенсификация сушки зеленых кормов предварительной электрообработкой // Пути повышения эффективности и рационального использования электрической и тепловой энергии в сельском хозяйстве: Тез. докл. респ. науч.-техн. конф. / Укр. с.-х. акад. — К., 1977. — С. 23-24.
- Мартыненко И. И., Кравец В. В., Чмиль А. И. К вопросу разработки культиваторов для выращивания микроводорослей на сточных водах животноводческих комплексов // Культивирование и применение микроводорослей в народном хозяйстве: Материалы респ. совещ. / АН Узб. ССР. –Ташкент: Фан, 1977. — С. 25-26.
- Мартыненко И. И., Лысенко В. Ф. Высоковольтный источник питания для получения аэрозолей // Механизация и электрификация соц. сел. хоз-ва. — М., 1977. — № 8. — С. 45-46.
- Мартыненко И. И., Лысенко В. Ф. Экспериментальное исследование дисперсности частиц при распылении лекарственных препаратов дисковым распылителем // Механизация сельскохозяйственного производства: Науч. тр. УСХА. — К., 1977. — Вып. 184. — С. 4-7.
- Мартыненко И. И., Пасечная О. П. Исследование температурно-светового режима в теплице без остекления // Применение тепла в сельском хозяйстве: Науч. тр. УСХА. — К., 1977. — Вып. 187. — С. 48-53.
- Мартыненко И. И., Пасечная О. П. Исследование теплоэнергетических режимов в теплицах с помощью электрического моделирования // Механизация сельскохозяйственного производства: Науч. тр. УСХА. — К., 1977. — Вып. 184. — С. 8-13.
- Мартыненко И. И., Пчелкин Ю. Н., Иванов Г. Я. Сравнительная оценка результатов электротеплового моделирования при исследовании температурных полей в почве теплиц с данными натурных экспериментов // Комплексная механизация и электрификация сельскохозяйственного производства: Тр. Днепропетр. СХИ. — Днепропетровск, 1977. — Т. 37. –С. 133—135.
- Мартыненко И. И., Русин Г. Г., Приходченко В. И. Исследование процесса дезинфекции фильтрата навозной жижи // Механизация сельскохозяйственного производства: Науч. тр. УСХА. — К., 1977. — Вып. 184. — С. 74-78.
- Мартыненко И. И., Тимошенко Ю. А. Новое пособие по основам автоматики // Механизация и электрификация соц. сел. хоз-ва. — М., 1977. –  № 11. — С. 24-25. — Рец. на кн.: Бородин И. Ф., Кирилин Н. И. Основы автоматики и автоматизации производственных процессов. — М.: Колос, 1977.
- Мартыненко И. И., Тимошенко Ю. А. Разработка систем автоматизации микроклимата сельскохозяйственных производственных помещений с использованием математического моделирования // Электрификация сельскохозяйственного производства: Науч. тр. УСХА.– К., 1977. — Вып. 185. — С. 25-26.
- Мартыненко И. И., Чуенко Н. А. О коррекции характеристики психрометрического датчика влажности воздуха // Применение тепла в сельском хозяйстве: Науч. тр. УСХА. — К., 1977. — Вып. 187. — С. 11-15.
- Мартыненко И. И., Шеповалов В. Д. Проблемы автоматизации сельскохозяйственного производства // Механизация и электрификация соц. сел. хоз-ва. — М., 1977. — № 11. — С. 23-24.

1978
- Мартыненко И. И., Тищенко Л. П. Курсовое и дипломное проектирование по комплексной электрификации и автоматизации: Учеб. пособ. для студ. высш. с.-х. учеб. завед. — М.: Колос, 1978. — 230 с.
- Беженарь Г. С., Мартыненко И. И. Повышение эффективности сушки зеленых кормов предварительной обработкой сырья электрическим током // Разработка и внедрение высокоэффективных сушильных установок: Тез. докл. респ. науч.-техн. совещ. / Укр. науч.-исслед. ин-т науч.-техн. информ. — К., 1978. — Вып. 2. — С. 27-28.
- Мартыненко И. И., Бабанюк В. Н. Разработка системы управления режимом сушки кормов и удобрений // Разработка и внедрение высокоэффективных сушильных установок: Тез. докл. респ. науч.-техн. совещ. / Укр. науч.-исслед. ин-т науч.-техн. информ. — К., 1978. — Вып. 2. — С. 24.
- Мартыненко И. И., Даниелян Е. О. Моделирование температурного поля в клеточных батареях [для птиц] // Механизация сельскохозяйственного производства: Науч. тр. УСХА. — К., 1978. — Вып. 198. — С. 121—125.
- Мартыненко И. И., Ефименко И. Н. Исследование и анализ повреждений асинхронных электродвигателей в сельскохозяйственном производстве // Автоматизация и электрификация сельскохозяйственного производства: Науч. тр. УСХА. — К., 1978. — Вып. 206. — С. 100—104.
- Мартыненко И. И., Лысенко В. Ф. Исследование электрозаряженности лекарственных препаратов при индукционном способе их электризации // Автоматизация и электрификация производства: Науч. тр. УСХА. — К., 1978. — Вып. 206. — С. 109—113.

1979
- Мартыненко И. И., Малинин Ю. Н. Теоретические основы автоматики: Метод. разработка для студентов-заочников спец. 1515 «Автоматизация с.-х. пр-ва» / Укр. с.-х. акад. — К., 1979. Ч. І.  – 104 с. Ч. 2. — 106 с.
- Мартыненко И. И., Тимошенко Ю. А. Основы автоматики: Метод. указания к изучению курса и выполнению контрольных заданий для студентов-заочников спец. 1510 «Электрификация сел. хоз-ва» / Укр. с.-х. акад. — К., 1979. — 148 с.
- Мартыненко И. И. Автоматизация уборки урожая (на нем. яз.) // Agrarteсhnik. — 1979. — № 12. — С. 569. — Рец. на кн.: Шеповалов В. Д. Автоматизация уборочных процессов. — М.: Колос, 1978.
- Мартыненко И. И. Книга для электриков // Техника в сел. хоз-ве. — М., 1979. — № 5. — С. 78. — Рец. на кн.: Ганелин А. М., Коструба С. И., Шац Е. Л. Лабораторный практикум по электроприводу и применению электроэнергии в сельском хозястве. — М.: Высш. школа, 1977.
- Мартыненко И. И., Беженарь Г. С. Особенности процесса обработки сырой массы зеленых кормов переменным электрическим током // Механизация сельскохозяйственного производства: Науч. тр. УСХА.– К., 1979. — Вып. 224. — С. 249—252.

1980
- Временные рекомендации по расчету радиационного и температурного режимов облучательных установок в светонепроницаемых культивационных сооружениях. — Орел: Гипрониисельпром, 1980. — 45 с.
- Мартиненко І. І. Основи автоматики: Навч. посіб. для учнів с.-г. технікумів із спец. «Електрифікація сіл. госп-ва». — К.: Вища школа, 1980. — 168 с.
- Мартыненко И. И., Саркисян В. И. Вычислительная техника в инженерных и экономических расчетах: Учеб. пособ. для студ. инж. фак. высш. с.-х. завед. — 2-е изд., перераб. и доп. — М.: Колос, 1980. — 287 с.
- Мартиненко І. І. Комплексну механізацію у виробництво // Механізація сіл. госп-ва. — К., 1980. — № 9. — С. 26-27.
- Мартиненко І. І., Лисенко В. П. Методика вимірювання електричних зарядів аерозолів розчинів медикаментів // Вісн. с.-г. науки. — К., 1980. — № 7. — С. 78-79.
- Мартыненко И. И. Требования сельскохозяйственного производства к средствам и системам автоматического управления // О дальнейшем развитии электрификации сельского хозяйства: Тез. докл. совещ., Владимир / Всесоюз. науч.-исслед. ин-т электрификации сел. хоз-ва. — М., 1980. — С. 207.
- Мартыненко И. И., Будько Н. П., Гришаев В. А. Исследование влияния концентрации озона на ток отрицательной короны в озоно-воздушной смеси // Повышение надежности работы схем автоматического регулирования микроклимата теплиц и животноводческих помещений: Тр. Кубан. с.-х. ин-та. — Краснодар, 1980. — Вып.191(219). — С. 96-100.
- Мартыненко И. И., Кравец В. В., Чмиль А. И. Культиватор для выращивания хлореллы на сточных водах животноводческих комплексов // Культирование и применение микроводорослей в народном хозяйстве: Материалы респ. совещ. / Ин-т микробиологии. — Ташкент, 1980. — С. 50-51.
- Современное электрооборудование для животноводства / Мартыненко И. И., Недилько Н. М., Бородин И. Ф., Герасенков А. А. // Механизация и электрификация сел. хоз-ва. — М., 1980. — № 12. — С. 56. — Рец. на кн.: Электрооборудование животноводческих предприятий и автоматизация производственных процессов в животноводстве / Кудрявцев И. Ф., Карасенко В. А., Корсаков А. В. и др. — М.: Колос, 1979. 1981
- Мартыненко И. И. Проектирование, монтаж и эксплуатация систем автоматики: Учеб. пособ. для высш. с.-х. учеб. завед. — М.: Колос, 1981. — 304 с. Рец.: Бохан Н. И., Фурсенко С. Н., Труханов В. И. Автоматизация сельскохозяйственного производства // Механизация и электрификация сел. хоз-ва. — М., 1982. — № 5. — С. 31.
- Мартыненко И. И., Недилько Н. М., Резниченко Т. Ф. Общие положения и требования к выполнению дипломного проекта для специальности 1515 — автоматизация с.-х. производства / Укр. с.-х. акад. — К., 1981. — 28 с.
- Мартыненко И. И., Тимошенко Ю. А. Основы автоматики: Метод. указания по проведению лаб.-практ. занятий для студ. специальностей 1510 и 1515 / Укр. с.-х. акад. — К., 1981. — 168 с.
- Мартыненко И. И. Автоматическое регулирование микроклимата в сельскохозяйственных производственных помещениях // Научно-технический прогресс в механизации, электрификации и автоматизации сельскохозяйственного производства: Науч. тр. / ВАСХНИЛ. — М.: Колос, 1981. — С. 132—133.
- Мартыненко И. И., Корчемный Н. А., Машевский В. П. Влияние режимов работы на эксплуатационную надежность электропривода // Механизация и электрификация сел. хоз-ва. — М., 1981. — № 9. — С. 29-32.
- Мартыненко И. И., Корчемный Н. А., Федорейко В. С. Акустический расходомер измельченной соломы в непрерывном потоке // Проблемы разработки технологии и оборудования индустриального кормопроизводства: Тез. докл. науч.-техн. конф. / Гол. эксперим.-конструкт. ин-т по машинам для переработки травы и соломы. — Вильнюс, 1981. — С. 53-54.
- Мартыненко И. И., Лысенко В. Ф. Некоторые технические средства для автоматического распыления лекарств // Вестн. с.-х. науки. — М., 1981. — № 7. — С. 49-53.
- Мартыненко И. И., Лысенко В. Ф. Расчет силового поля в факеле распыла генератора аэрозолей // Механизация и электрификация сел. хоз-ва. — М., 1981. — № 3. — С. 34-36.
- Мартыненко И. И., Шевель С. С., Червинский Л. С. Исследование светопроводных свойств щетины // Повышение продуктивности сельскохозяйственных животных Полесья и Лесостепи УССР: Науч. тр. УСХА. — К., 1981. — С. 63-66.
- Электрофлотационная с химической интенсификацией очистка фильтрата бесподстилочного навоза в непрерывном потоке / Мартыненко И. И., Русин Г. Г., Приходченко В. И., Линник Н. К., Донец С. М. // Механизация и электрификация сел. хоз-ва. — К.: Урожай, 1981. — Вып. 52. — С. 3-9.

1982
- Мартиненко І. І., Гірник М. Л., Поліщук В. М. Електроавтоматизація у сільському господарстві. — 2-е вид., перероб. і доп. — К.: Урожай, 1982. — 104 с.
- Мартиненко І. І., Саркисян В. Й. Обчислювальна техніка в інженерних і економічних розрахунках: Навч. посіб. — К.: Вища школа, 1982. — 248 с.
- Практикум по вычислительной технике в инженерных и экономических расчетах / Мартыненко И. И., Сергованцев В. Т., Саркисян В. И., Шукайло Е. М.; Под ред. Мартыненко И. И. — М.: Колос, 1982. — 207 с.
- Мартиненко І. І., Корчемний М. О., Федорейко В. С. Визначення кількості подрібнення грубих кормів у безперервному потоці // Вісн. с.-г. науки. — К., 1982. — № 3. — С. 64-66.
- Мартыненко И. И. Автоматизация управления технологическими процессами // Методические рекомендации по повышению молочной продуктивности коров / Всесоюз. науч.-исслед. ин-т животноводства. — М., 1982. — С. 37-40.
- Мартыненко И. И. Проблемы автоматизации сельскохозяйственного производства // Механизация и электрификация сел. хоз-ва. — М., 1982. — № 5. — С. 2-3.
- Мартыненко И. И., Карпова А. П. Исследование электропотребления при подработке зерна методом планирования эксперимента // Усовершенствование режимов работы сельскохозяйственных электроустановок в колхозах и совхозах Юга УССР: Сб. науч. тр. / Укр. с.-х. акад. — К., 1982. — С. 28-30.
- Мартыненко И. И., Корчемный Н. А., Федорейко В. С. Исследование акустического расходомера измельченной стебельчатой массы в непрерывном потоке // Механизация и электрификация сел. хоз-ва. — К., 1982. — Вып. 53. –С. 12-14.
- Мартыненко И. И., Котов Б. И. Беженарь Г. С. Исследование процесса электрообработки растительного сырья как средства интенсификации сушки [зеленых кормов] // Пути повышения эффективности и рационального использования теплоты в сельском хозяйстве УССР: Сб. науч. тр. / Укр. с.-х. акад. — К., 1982. — С. 59-62.
- Мартыненко И. И., Лавриненко Ю. Н. Исследование режимов токовой сушки обмоток электродвигателей // Механизация и электрификация сел. хоз-ва. — К., 1982. — Вып. 54. — С. 28-31.
- Мартыненко И. И., Лысенко В. Ф. Технические средства для автоматического распыления растворов лекарств в птичниках // Конструирование и производство сельскохозяйственных машин: Тез. докл. Всесоюз. науч.-техн. конф. — Ростов н/Д, 1982. — С. 53-54.
- Мартыненко И. И., Мищенко В. И., Музыченко В. А. Электрообработка продукции растениеводства с сочными тканями // Механизация и электрификация сел. хоз-ва. — К., 1982. — Вып. 54. — С. 32-34.
- Мартыненко И. И., Токарь Л. М., Гайсинский Э. И. Автоматизация дозирования объемистых кормов // С.-х. приборостроение: Информ. бюл. — М., 1982. — № 1 (32). — С. 3-4.
- Мартыненко И. И., Чмиль А. И. Определение концентрации клеток в суспензии микроводорослей // Техника в сел. хоз-ве. — М., 1982. — № 2. — С. 60-61.
- Программа и методика преподавания основ автоматики и автоматизации сельскохозяйственного производства / Мартыненко И. И., Головинский Б. Л., Недилько Н. М. и др. // Учебный план и программы повышения квалификации преподавателей сельскохозяйственных вузов СССР / Укр. с.-х. акад. — К., 1982. — С. 164—178.

1983
- Електропривод і застосування електроенергії у сільському господарстві / Мартиненко І. І., Гончар В. Ф., Тищенко Л. П., Шарамок І. І.; За ред. Мартиненка І. І. — 2-е вид., перероб. і доп. — К.: Урожай, 1983. — 304 с.
- Мартыненко И. И., Лысенко В. Ф. Функциональные схемы автоматизации / Укр. с.-х. акад. — К., 1983. — 16 с.
- Галай Н. В., Кива А. Е., Мартыненко И. И. Сверхвысокочастотный контроль высева // Методы и средства электрификации многокомпонентных сельскохозяйственных объектов / АН УССР. Физ.-механ. ин-т. — Львов, 1983. — С. 19-21.
- Мартыненко И. И. Анализ погрешностей релейного регулятора // Автоматизация стационарных процессов сельскохозяйственного производства: Сб. науч. тр. / Укр. с.-х. акад. — К., 1983. — С. 50-53.
- Мартыненко И. И. Проблемы автоматизации в современном сельскохозяйственном производстве // Пути и задачи электрификации сельского хозяйства в свете решений майского (1982 г.) Пленума ЦК КПСС: Тез. докл. науч.-практ. конф. / Алтай. политехн. ин-т. — Барнаул, 1983. — С. 11-13.
- Мартыненко И. И. Проблемы АСУ в животноводстве // Организационно-технологические, селекционно-генетические и социально-психологические проблемы управления поведением сельскохозяйственных животных при интенсификации животноводства: Тез. докл. І Всесоюз. конф., Харьков / Всесоюз. науч.-исслед. ин-т разведения и генетики с.-х. животных. — Л., 1983. –  Т. I. — С. 56-57.
- Мартыненко И. И., Безкровный Н. Ф. Применение электроаэрозолей растворов удобрений в теплицах // Электрификация с.-х. производства Сибири: Науч.-техн. бюл. / Сиб. науч.-исслед. ин-т механизации и электрификации сел. хоз-ва. — Новосибирск, 1983. — Вып. 32. –  С. 13-15.

1984
- Временные указания на разработку проектно-сметной документации автоматизированных систем управления в составе проектов животноводческих комплексов / Старков А. А., Мартыненко И. И., Сергованцев В. Т. и др. / Гипронисельхоз. — М., 1984. — 26 с.
- Мартыненко И. И. Автоматизированные системы управления в животноводстве, птицеводстве и на тепличных комбинатах: Программа для высш. с.-х. учеб. заведений по спец. 1515 «Автоматизация с.-х. пр-ва» / Мин-во сел. хоз-ва СССР. — М., 1984. — 7 с.
- Мартыненко И. И., Гирнык Н. Л., Полищук В. М. Автоматизация управления температурно-влажностными режимами сельскохозяйственных объектов [сушильные камеры, хранилища, животноводческие помещения] / Под ред. Мартыненко И. И. — М.: Колос, 1984. — 152 с.
- Мартыненко И. И., Недилько Н. М. Автоматизация технологических процессов: Программа для высш. с.-х. заведений по спец. 1515 «Автоматизация с.-х. пр-ва» / Мин-во сел. хоз-ва СССР. — М., 1984. — 15 с.
- Мартыненко И. И., Резниченко Т. Ф., Лысенко В. Ф. Проектирование систем автоматики: Программа для высш. с.-х. учеб. заведений по спец. 1515 «Автоматизация с.-х. пр-ва» / Мин-во сел. хоз-ва СССР. — М., 1984. — 7 с.
- Влияние электронно-ионной обработки на сохранность плодов / Мартыненко И. И., Мищенко В. И., Музыченко В. А., Канжена И. Б., Чернозубенко Н. К. // Совершенствование зональных систем машин и пути повышения производительности труда в сельском хозяйстве: Тез. докл. респ. науч.-техн. конф. / Укр.  науч.-исслед. ин-т механизации и электрификации сел. хоз-ва. — К., 1984. — Секц. 1. — С. 74-75.
- Мартыненко И. И. Автоматизация управления технологическими процессами // Метод. рекомендации по совершенствованию технологии производства молока / Всесоюз. науч.-исслед. ин-т животноводства. — М., 1984. — Разд. 11. — С. 32-33.
- Мартыненко И. И. Механизация и автоматизация технологических процессов и процесса управления производством молока // Рекомендации по интенсификации производства молока / ВАСХНИЛ. — М., 1984. — С. 54-56.
- Мартыненко И. И., Бадалян А. Х., Степанян А. С. Управление микроклиматом теплиц // Механизация и электрификация сел. хоз-ва. — М., 1984. — № 10. — С. 8-10.
- Мартыненко И. И., Головинский Б. Л. Об одной задаче оптимального управления сушильными установками для сушки продуктов сельскохозяйственного производства // Совершенствование техники, технологии сушки сельскохозяйственных и пищевых продуктов в соответствии с Продовольственной программой: Тез. докл. Всесоюз. науч.-техн. конф. — М., 1984. — С. 100—102.
- Мартыненко И. И., Корчемный Н. А., Федорейко В. С. Система электрооборудования дозирующего устройства грубых кормов // Совершенствование зональных систем машин и пути повышения производительности труда в сельском хозяйстве: Тез. докл. респ. науч.-техн. конф. / Укр. науч.-исслед. ин-т механизации и электрификации сел. хоз-ва. — К., 1984. — Секц. 3. — С. 71-74.

1985
- Автоматика и автоматизация производственных процессов / Мартыненко И. И., Головинский Б. Л., Проценко Р. Д., Резниченко Т. Ф. — М.: Агропромиздат, 1985. — 335 с. — (Учебники и пособия высш. с.-х. учеб. заведений)[10].
- Довідник по автоматизації сільськогосподарського виробництва / Мартиненко І. І., Гірник М. Л., Поліщук В. М., Курило О. А., Байко З. Р., Медвиковський А. А., Сорока В. С.; За ред. Мартиненка І. І. — К.: Урожай, 1985. — 216 с.
- Мартыненко И. И. НТП и техническое перевооружение сельскохозяйственного производства. — К.: Знание, 1985. — 16 с.
- Мартыненко И. И., Безкровный Н. Ф. Устройство для распыления растворов: Буклет. — К.: Реклама, 1985. — 2 с.
- Нормы потребления электроэнергии в сельскохозяйственном производстве / Корчемный Н. А., Филоненко А. Ф., Машевский В. П., Головко В. М., Богачева В. Е., Мартыненко И. И.; Укр. НИИ механизации и электрификации сел. хоз-ва. — пгт. Глеваха, 1985. — 51 с.
- Мартиненко І. І. Науково-технічний прогрес у галузі електрифікації та автоматизації сільськогосподарського виробництва // Науково-технічний прогрес у сільскому господарстві: планування, управління, ефективність / За ред. Юрчишина В. В. — К.: Урожай, 1985. — Підрозд. VIII-2. — С.170-176.
- Мартыненко И. И., Безкровный Н. Ф. Подача питательного раствора в сооружениях защищенного грунта на основе анализа биопотенциалов растений. // Автоматизация технологических процессов в животноводстве и растениеводстве — важный фактор реализации Продовольственной программы СССР: Тез. докл. респ. науч.-техн. конф. / Укр. науч.-исслед. ин-т механизации и электрификации сел. хоз-ва. — К., 1985. — С. 39-40.
- Мартыненко И. И., Безкровный Н. Ф. Регулирование влажности воздуха в теплице с помощью отрицательно заряженных аэрозолей воды // Автоматизация технологических процессов в животноводстве и растениеводстве — важный фактор реализации Продовольственной программы СССР: Тез. докл. респ. науч.-техн. конф. / Укр. науч.-исслед. ин-т механизации и электрификации сел. хоз-ва. — К., 1985. — С. 43.
- Мартыненко И. И., Линник Н. К., Голуб Г. А. Применение электроосмоса для интенсификации сушки помета // Копрологические аспекты промышленного животноводства: Тез. докл. совет.-чехосл. науч.-произв. симпоз. / Науч.-исслед. свиноводства ВУПХ. — Ужгород, 1985. — С. 82-83.
- Мартыненко И. И., Линник Н. К., Трегуб Н. И. Применение ультразвука для интенсификации процессов очистки и обеззараживания животноводческих стоков // Копрологические аспекты промышленного животноводства: Тез. докл. совет.-чехосл. науч.-произв. симпоз. / Науч.-исслед. свиноводства ВУПХ. — Ужгород, 1985. — С. 81-82.
- Мартыненко И. И., Лысенко В. Ф. Теоретические исследования птичника как объекта автоматизации по каналу «Объемный расход медикаментов — концентрация лекарств в атмосфере птичника» // Проблемы автоматизации сельскохозяйственного производства: Тез. докл. науч.-техн. конф. / Белорусский ин-т механизации сел. хоз-ва. — Минск, 1985. — С. 52-53.
- Мартыненко И. И., Резниченко Т. Ф. Автоматизация стационарных процессов с использованием микропроцессоров и микро-ЭВМ // Автоматизация технологических процессов в животноводстве и растениеводстве — важный фактор реализации Продовольственной программы СССР: Тез. докл. респ. науч.-техн. конф. / Укр. науч.-исслед. ин-т механизации и электрификации сел. хоз-ва. — К., 1985. — С. 5-7.
- Мартыненко И. И., Руденский А. А. Система управления температурно-влажностным режимом в картофелехранилище на микропроцессорах // Автоматизация технологических процессов в животноводстве и растениеводстве — важный фактор реализации Продовольственной программы СССР: Тез. докл. респ. науч.-техн. конф. / Укр. науч.-исслед. ин-т механизации и электрификации сел. хоз-ва. — К., 1985. — С. 48.

1986
- Комплексная механизация и автоматизация сельскохозяйственного производства / Масло И. П., Мартыненко И. И., Бильский О. Г., Линник Н. К.; Под ред. Зубца М. В. — К.: Урожай, 1986. — 64 с.
- К 80-летию члена-корреспондента ВАСХНИЛ Владимира Саввича Крамарова / Листопад Г. Е., Василенко П. М., Мартыненко И. И., Прохорова М. Ф. // Вестн. с.-х. науки. — М., 1986. — № 12. — С. 135.
- Мартиненко І. І., Лінник М. К., Голуб Г. А. Дослідження процесу збезводнювання пташиного посліду в електричному полі постійного струму // Вісн. с.-г. науки. — К., 1986. — № 2. — С. 67.
- Мартыненко И. И., Баранюк А. Ф. Система автоматической диагностики доильной установки // Проблемы конструирования и технологии производства сельскохозяйственных машин: Тез. докл. респ. науч.-техн. конф. / Кировоградский ин-т с.-х. машиностроения. — Кировоград, 1986. — С. 72-73.
- Мартыненко И. И., Гирнык Н. Л., Мартыненко А. И. Биокибернетический принцип управления параметрами среды обитания растений // Микропроцессорная техника в научном приборостроении и АСНИ: Материалы конф. / АН УССР. — Львов, 1986. — Кн. I. — С. 66
- Мартыненко И. И., Гирнык Н. Л., Мартыненко А. И. Теоретико-экспериментальные методы исследования информационных характеристик системы растение-среда // Микропроцессорная техника в научном приборостроении и АСНИ: Материалы конф. / АН УССР. — Львов, 1986. — Кн. I. — С. 66.
- Мартыненко И. И., Корчемный Н. А., Федорейко В. С. Дозирование грубых кормов с контролем расхода стебельчатой массы в потоке // Вестн. с.-х. науки. — М., 1986. — № 7. — С. 122—126.
- Мартыненко И. И., Линник Н. К., Трегуб Н. И. Подготовка сточных вод животноводческих комплексов к озонированию путем обработки ультразвуком // Механизация и электрификация сел. хоз-ва. — К., 1986. — Вып. 64. — С. 3-8.
- Мартыненко И. И., Мартыненко А. И., Федоров В. М. Использование информации от растений в системе регулирования параметров микроклимата теплицы // Проблемы внедрения кибернетики в сельскохозяйственном производстве: Тез. докл. Всесоюз. науч.-техн. совещ. / ВАСХНИЛ. — М., 1986. — С. 183—184.
- Мартыненко И. И., Решетюк В. М. О создании автоматической системы контролируемого кормления кур-несушек в многоэтажных птичниках. // Проблемы конструирования и технологии производства сельскохозяйственных машин: Тез. докл. респ. науч.-техн. конф. / Кировоградский ин-т с.-х. машиностроения. — Кировоград, 1986. — Ч. 2. — С. 63-64.

1987
- Мартыненко И. И., Мартыненко А. И. Аналитические исследования переходных процессов в растении под действием внешних факторов // Распараллеливание обработки информации: Тез. докл. АН УССР. — Львов, 1987. — Ч. 3. — С. 190.
- Мартыненко И. И., Мартыненко А. И., Федоров В. М. Устройство для измерения и регулирования влажности в теплицах // Докл. ВАСХНИЛ. — М., 1987. — № 12. — С. 37-38.
- Мартыненко И. И., Резниченко Т. Ф., Баранюк А. Ф. Метод контроля динамических параметров доильных аппаратов // Докл. ВАСХНИЛ. — М., 1987. — № 7. — С. 39-41.
- Мартыненко И. И., Чапный М. В. Определение периодичности контроля параметра, изменяющегося во времени // Повышение эксплуатационной надежности силового сельскохозяйственного электрооборудования: Сб. науч. тр. / Укр. с.-х. акад.. — К., 1987. — С. 98-99.

1988
- Мартыненко И. И., Поддубный А. П. Основы автоматики и микропроцессорной техники: Учеб. пособ. для учащихся сред. спец. учеб. заведений по спец. «Механизация и электрификация животноводства». — К.: Вища школа, 1988. — 247 с.
- Автоматизация диспетчерского управления птицефабрикой / Мартыненко И. И., Резниченко Т. Ф. и др. // Механизация и электрификация сел. хоз-ва. — М., 1988. — № 2. — С. 21-22.
- К вопросу идентификации птичника как объекта автоматизированной системы управления технологическими процессами / Мартыненко И. И., Резниченко Т. Ф., Лысенко В. Ф., Решетюк В. М. // Автоматизированные системы управления в агропромышленном комплексе: Межвуз. сб. науч. тр. / Моск. ин-т инженеров с.-х. пр-ва. — М., 1988. — С. 91-95.
- Мартыненко И. И., Лавриненко Ю. Н., Тетянич И. К. Пути продления срока службы изоляции электродвигателей, применяемых в сельском хозяйстве // Механизация и электрификация сел. хоз-ва. — К., 1988. — Вып. 67. — С. 57-60.
- Мартыненко И. И., Лысенко В. Ф., Решетнюк В. М. Создание автоматизированной системы управления промышленным птичником на птицефабрике яичного направления // Измерительная и вычислительная техника в управлении производственными процессами в АПК: Материалы всесоюз. конф. / ВАСХНИЛ. — Л., 1988. — Ч. 1. — С. 161—162.
- Мартыненко И. И., Мартыненко А. И., Федоров В. М. Разработка технических средств для измерения влажности тепличного субстрата // Механизация и электрификация сел. хоз-ва. — К., 1988. — Вып. 70. — С. 74-79.
- Мартыненко И. И., Музыченко В. А. Аппроксимация вольтамперных характеристик сельскохозяйственных электрокоронных устройств // Механизация и электрификация сел. хоз-ва. — К., 1988. — Вып. 68. — С. 53-57.
- Мартыненко И. И., Тимошенко Ю. А. Автоматизированные системы управления технологическими процессами в животноводстве как фактор его интенсификации // Интенсификация производства молока и мяса: Сб. науч. тр. / ВАСХНИЛ. — М., 1988. — С. 186—192.
- Мартыненко И. И., Тимошенко Ю. А. Эргоника и синтез автоматических систем в молочном животноводстве // Автоматизированные системы управления в агропромышленном комплексе. — М., 1988. — С. 28-35.
- Martinenko I.I., Lisenko V.P. Design Caracteristics of Electrostatic Aerosol Sprayers of  Medicines Used in Commercial Poultry // Physical Properties of Agricultural Materials and Products. — Washington; New York; London: Hemisphere Publishing Corporation, 1988. — Р. 1125—1128.

1989
- Мартиненко І. І., Головінський Б. Л., Проценко Р. Д. Автоматика в сільськогосподарському виробництві. — К.: Урожай, 1989. — 168 с.
- Алгоритмическое обеспечение АСУТП на птицефабриках яичного направления / Мартыненко И. И., Кондратьев А. И., Решетюк В. М., Руденский А. А. // Автоматизация производственных процессов в сельском хозяйстве: Тез. докл. Всесоюз. науч.-техн. конф., Минск. / НПО «Белсельхозмеханизация» — М., 1989. — С. 124—125.
- Источники экономической эффективности применения АСУТП на птицефабрике / Мартыненко И. И., Головинский Б. Л., Лысенко В. Ф., Решетюк В. М. // Техника в сел. хоз-ве. — М., 1989. — № 1. — С. 32-34.
- Мартиненко І. Автоматизація — це зручно // Інформ. бюл. ВДНГ УРСР. — К., 1989. — № 3 (56). — С. 9-11.
- Мартыненко И. И. Компьютеризация учебного процесса в вузе // Использование ЭВМ в учебном процессе: Метод. рекомендации / Укр. с.-х. акад.. — К., 1989. — С. 6-11.
- Мартыненко И., Беженарь Г., Ода Т. Электрические свойства устройств, использующих электрические процессы и другие электростатические процессы // Всеяп. конф. ин-та электростатики: Сб. докл. — Токио, 1989. — На англ. яз.
- Мартыненко И. И., Денисов В. Н. О структуре математического обеспечения программных средств из состава АРМ животноводства // Механизация и автоматизация технологических процессов в агропромышленном комплексе: Тез. докл. всесоюз. науч.-практ. конф., Новосибирск / Всесоюз. науч.-исслед. ин-т механизации сел. хоз-ва. — М., 1989. — Ч. 3. Направления и задачи технического обеспечения АПК: совершенствование машинных технологий и комплексов машин для животноводства. — С. 59-60.
- Мартыненко И. И., Красницкая А. М., Бойко Л. М. Установка для измерения спектров отражения, прохождения и поглощения мощности СВЧ различных сортов пшениц в 3-сантиметровом диапазоне // Механизация и автоматизация технологических процессов в агропромышленном комплексе: Тез. докл. Всесоюз. науч.-практ. конф., Новосибирск / Всесоюз. науч.-исслед. ин-т механизации сел. хоз-ва. — М., 1989. — Ч. 2. Электрификация, автоматизация, электронизация, ресурсо- и энергосбережение. — С. 39-40.
- Мартыненко И. И., Лысенко В. Ф., Решетюк В. М. Оптимальное управление промышленным птичником в условиях случайных возмущений. // Автоматизация производственных процессов в сельском хозяйстве: Тез. докл. Всесоюз. науч.-техн. конф., Минск. / НПО «Белсельхозмеханизация» — М., 1989. — С. 128.
- Мартыненко И. И., Мартыненко А. И. Принципы построения биокибернетических систем управления микроклиматом в теплицах // Автоматизация производственных процессов в сельском хозяйстве: Тез. докл. Всесоюз. науч.-техн. конф., Минск. / НПО «Белсельхозмеханизация» — М., 1989. — С. 60-62.
- Мартыненко И. И., Хмара П. Я., Барзилович С. И. Оптимизация бессотовой зимовки пчел на основе электрификации. // Механизация и автоматизация технологических процессов в агропромышленном комплексе: Тез. докл. Всесоюз. науч.-практ. конф., Новосибирск. / Всесоюз. науч.-исслед. ин-т механизации сел. хоз-ва. — М., 1989. — Ч. 2. Электрификация, автоматизация, электронизация, ресурсо- и энергосбережение. — С. 46-47.
- Синтез модели производства яиц на птицефабрике / Мартыненко И. И., Резниченко Т. Ф., Лысенко В. Ф., Решетюк В. М. // Вестн. с.-х. науки. — М., 1989. — № 1. — С. 90-95.
- Управление технологическими процессами на птицефабриках яичного направления в условиях функционирования АСУТП / Мартыненко И. И., Головинский Б. Л., Лысенко В. Ф., Решетюк В. М. // Механизация и автоматизация технологических процессов в агропромышленном комплексе: Тез. докл. Всесоюз. науч.-практ. конф., Новосибирск. / Всесоюз. науч.-исслед. ин-т механизации сел. хоз-ва. — М., 1989. — Ч. 2. Электрификация, автоматизация, электронизация, ресурсо- и энергосбережение. — С. 83-84.

1990
- Мартиненко І. І., Лисенко В. П. Ферми-автомати. — К.: Урожай, 1990. — 80 с.
- Мартыненко И. И., Лысенко В. Ф. Проектирование систем автоматики: Учебное пособие для студентов с.-х. вузов по спец. «Электрификация и автоматизация сел. хоз-ва». — 2-е изд., перераб. и доп. — М.: Агропромиздат, 1990. — 243 с.[11]
- Драганов Б. Х., Мартыненко И. И. Технико-экономические показатели возобновляемых и вторичных энергоресурсов // Использование нетрадиционных источников энергии в сельском хозяйстве: Сборник науч. тр. / Укр. с.-х. акад.. — К., 1990. — С. 3-8.
- Мартыненко И. И. Перспективы и проблемы автоматизации стационарных процессов сельскохозяйственного производства // Вопросы повышения эффективности систем управления технологическими процессами: Сб. статей. / Ереванский политехн. ин-т. — Ереван: АРМТЕГ, 1990. — С. 11-16.
- Мартыненко И. И., Гирнык Н. Л. Энергосберегающее управление тепло- и массообменными процессами сельскохозяйственных объектов // Использование нетрадиционных источников энергии в сельском хозяйстве: Сб. науч. тр. / Укр. с.-х. акад. — К., 1990. — С. 13-24.
- Мартыненко И. И., Киселица И. Б. Базисный расход электрической энергии при послеуборочной обработке зерна // Вестн. с.-х. науки. — М., 1990. — № 8. — С. 136—138.

1991
- Мартыненко И. И. Интенсификация по всем направлениям // Вісн. аграр. науки. — К., 1991. — № 2. — С. 5.
- Мартыненко И. И. Компьютеризация учебного процесса в сельскохозяйственном вузе // Активные методы обучения в сельскохозяйственных вузах: Тез. докл. Всесоюз. науч.-практ. конф. / Укр. с.-х. акад. — К., 1991. — С. 3-4.
- Мартыненко И. И. Особенности построения АСУ животноводческого комплекса (птицефабрики) // Вопросы повышения эффективности систем управления технологическими процессами: Сб. статей. / Ереванский политех. ин-т. — Ереван: АРМТЕГ, 1991. — С. 7-14.
- Мартыненко И. И. Перспективы использования нетрадиционных и возобновляемых источников энергии в сельском хозяйстве УССР // Нетрадиционные электротехнологии в сельскохозяйственном производстве и быту села: Тез. докл. Всесоюз. науч.-техн. семинара. / Всесоюз. науч.-исслед. ин-т электрификации сел. хоз-ва.– М., 1991. — С. 4.
- Мартыненко И. И., Головинский Б. Л., Захожай А. Б. Эффективность конвективно-контактной сушки измельченной древесины // Научно-технический прогресс в лесной и деревообрабатывающей промышленности: Тез. докл. XVIII науч.-техн. конф. — К., 1991. — С. 87-88.
- Мартыненко И. И., Лапа А. М., Дацишин В. А. Локальные автоматизированные системы фитосанитарной оценки агробиоценоза // Автоматизация научных исследований в области растениеводства: Науч.-техн. бюл. ВИР. — Л., 1991. — Вып. 215. — С. 44-47.
- Мартыненко И. И., Линник Н. К. Голуб Г. А. Интенсификация обработки и утилизации биомассы активного ила сточных вод методом электроосмоса // Электронная обработка материалов. — Кишинев, 1991. — № 2 (158). — С. 73-75.
- Мартыненко И. И., Лысенко В. Ф., Решетюк В. М. Обоснование комплекса технических средств для распределенных АСУТП птицефабрик // Техника в сел. хоз-ве. — М., 1991. — № 6. — С. 44-45.
- Распределенный контроль температурно-влажностных полей сооружений защищенного грунта / Мартыненко И. И., Гирнык Н. Л., Мартыненко А. И., Бубняк Т. И. // Докл. ВАСХНИЛ. — М., 1991. — № 1. — С. 51-55.

1992
- Драганов Б. Х., Мартыненко И. И. Энергосберегающие экраны в теплицах // Сельскохозяйственная теплоэнергетика: Тез. докл. науч.-практ. конф. / Всесоюз. ин-т электрификации сел. хоз-ва. — М., 1992. — С. 19.
- Мартыненко И. И. Автоматизация в системе комплексного технического обеспечения производства сельскохозяйственной продукции // Техника в сел. хоз-ве. — М., 1992. — С. 23-24.
- Мартыненко И. И. Принципы разработки АСУТП в птицеводстве // Автоматизированные системы управления технологическими процессами в промышленном птицеводстве: Сб. науч. тр. / Укр. с.-х. акад.. — К., 1992. — С. 3-7.
- Мартыненко И. И. Энергетика сельского хозяйства Украины // Сельскохозяйственная теплоэнергетика: Тез. докл. науч.-практ. конф. / Всесоюз. науч.-ислед. ин-т электрификации сел. хоз-ва. — М., 1992. — С. 4-5.
- Мартыненко И. И., Головинский Б. Л., Лысенко В. Ф. Технико-экономическое обоснование применения распределенных АСУТП на птицефабриках // Автоматизированные системы управления технологическими процессами в промышленном птицеводстве: Сб. науч. тр. / Укр. с.-х. акад.. — К., 1992. — С. 75-88.
- Мартыненко И. И., Киселица И. Б. Эксплуатационные факторы и расход электроэнергии в технологических поточных линиях послеуборочной обработки зерна // Вестн. с.-х. науки. — М., 1992. — № 7-12. — С. 45-49.
- Мартыненко И. И., Руденский А. А. Опыт использования дисплейного класса на базе ПЭВМ в учебном процессе и НИР // Компьютеризация учебного процесса и научно-исследовательской работы в сельскохозяйственных вузах: Тез. докл. межгос. учеб.-метод. конф. / Костромской с.-х. ин-т. — Кострома, 1992. — Т. I. — С. 14-15.

1993
- Мартиненко І. І. Підготовка випускників до трудової діяльності в процесі навчання // Професіоналізм і творчість в учбовому процесі: Матеріали наук.-метод. семінару проф.-викл. складу Укр. держ. аграр. ун-ту «Удосконалення вищої с.-г. освіти» / М-во сіл. госп-ва України. Укр. держ. аграр. ун-т. — К.: Вид-во УДАУ, 1993. — С. 7-8.
- Мартиненко І. І., Посудін Ю. І., Шевченко О. І. Інфрачервона фотометрія молока // Актуальные вопросы обеспечения АПК: Тез. докл. ХХ конф. молодых ученых. / Ин-т животноводства степных районов. — Херсон, 1993. — С. 52.
- Мартиненко І. І., Посудін Ю. І., Шевченко О. І. Інфрачервона фотометрія молока // Проблеми АПК: пошук, досягнення: Тез. доп. наук. конф. проф.-викл. складу та аспірантів / Укр. держ. аграр. ун-т. — К., 1993. — С. 135.
- Мартыненко И. И., Дацишин В. А., Информационно-измерительная система фитосанитарного контроля плодовых насаждений // Информатика в отраслях АПК Украины: Тез. докл. междунар. науч.-техн. конф. / УААН. — Одесса, 1993. — С. 13-14.
- Мартыненко И. И., Лысенко В. Ф. Оптимальное управление вентиляцией в сельскохозяйственных производственных помещениях // Современные проблемы вентиляции и экологической безопасности промышленных и сельскохозяйственных зданий: Материалы науч.-техн. конф. — СПб., 1993. — С. 18-20.
- Мартыненко И. И., Мартыненко А. И. Энерго- и ресурсосберегающее управление микроклиматом в теплицах с использованием информации от растений // Третий съезд ассоциации инженеров по отоплению, вентиляции, кондиционированию воздуха, теплоснабжению и строительной теплофизики (АВОК): Сб. докл. — М., 1993. — С. 133—135.

1994
- Мартиненко І. І. Шляхи економії електроенергії на стаціонарних процесах сільського господарства // Наукова конференція професорсько-викладацького складу та аспірантів: Матеріали доп. / Нац. аграр. ун-т. — К., 1994. — С. 84.
- Мартиненко І. І., Чміль А. І. Енергозберігаюча і екологобезпечна технологія переробки відходів тваринницьких комплексів // Інженерні проблеми сільськогосподарського виробництва України: Тез. доп. та виступів наук.-практ. конф. / УААН. — К., 1994. — С. 167.
- Мартиненко І. І., Шевченко О. І. Удосконалення інфрачервоного фотометра // Наукова конференція професорсько-викладацького складу та аспірантів: Матеріали доп. / Нац. аграр. ун-т. — К., 1994. — С. 85.
- Мартыненко И. И., Лысенко В. Ф. Автоматизированные системы управления на птицефабриках яичного направления // Международная научно-практическая конференция: Тез. / Таврийская гос. агротехн. акад. — Мелитополь, 1994. — Ч. 3. — С. 4-6.
- Мартыненко И. И., Лысенко В. Ф. Математическая модель промышленного птичника // Моделирование сельскохозяйственных процессов и машин: Тез. науч.-техн. конф. / НПО «Белсельхозмеханизация». — Минск, 1994. — С. 46-47.
- Мартыненко И. И., Сикора Л. С., Мартыненко А. И. Информационно-ресурсная модель биосистемы растение-среда // Моделирование сельскохозяйственных процессов и машин: Тез. науч.-техн. конф. / НПО «Белсельхозмеханизация». — Минск, 1994. — С. 4-5.
- Мартыненко И. И., Сикора Л. С., Мартыненко А. И. Модели как основа формирования баз данных // Моделирование сельскохозяйственных процессов и машин: Тез. науч.-техн. конф. / НПО «Белсельхозмеханизация». — Минск, 1994. — С. 167.
- Мартыненко И. И., Сикора Л. С., Мартыненко А. И. Устойчивость управления агро- и экосистемами // Моделирование сельскохозяйственных процессов и машин: Тез. науч.-техн. конф. / НПО «Белсельхозмеханизация». — Минск, 1994. — С. 185—186.
- Мартыненко И. И., Чмиль А. И. Моделирование и оптимизация процессов анаэробного сбраживания навоза // Моделирование сельскохозяйственных процессов и машин: Тез. науч.-техн. конф. / НПО «Белсельхозмеханизация». — Минск, 1994. — С. 44-45.

1995
- Автоматизація технологічних процесів сільськогосподарського виробництва: Підручник для викладачів і студентів вищ. навч. с.-г. закладів I—II рівнів акредитації за спец. «Електрифікація та автоматизація сіл. госп-ва.»/ Мартиненко І. І., Головінський Б. Л., Лисенко В. П. Мартиненко О. І., Решетюк В. М.; За ред. Мартиненка І. І. — К.: Урожай, 1995. — 224 с.
- Методичні вказівки до виконання контрольних робіт з «Моделювання технологічних процесів» і «Проектування систем автоматики» / Нац. аграр. ун-т; Укладачі: Мартиненко І. І., Лисенко В. П. — К., 1995. — 50 c.
- Методичні вказівки до виконання курсової роботи з дисципліни «Проектування систем автоматики» для студентів факультету електрифікації і автоматизації с.-г. виробництва" / Нац. аграр. ун-т; Укладачі: Мартиненко І. І., Лисенко В. П. — К., 1995. — 7 c.
- Методичні вказівки щодо оформлення курсової роботи з дисципліни «Проектування систем автоматики» / Нац. аграр. ун-т; Укладачі: Мартиненко І. І., Лисенко В. П. — К., 1995. — 18 c.

1996
- Мартиненко І., Паранюк В., Корнійчук О. Обгрунтування математичної моделі процесів розпізнавання та відділення домішок від технологічних сукупностей біологічних об'єктів // Вільний аграрник. — Львів, 1996. — № 1. — С. 60-66.

1997
- Мартиненко І. І. Енергетика сільського господарства України та енергозбереження // Технічний прогрес у сільському господарстві: Матеріали міжнар. наук.-техн. конф. / Ін-т механізації та електрифікації сіл. госп-ва. — смт Глеваха, 1997. — Секц. 1. — С. 10-12.
- Мартиненко І. І. Енергоресурси та енергозбереження в сільському господарстві України // Науковий вісник НАУ: Зб. наук. пр. — К., 1997. — Вип 1. — С. 122—126.
- Мартиненко І. І., Лисенко В. П. Оптимальна система управління на птахофабриках яєчного напрямку // Автоматика, автоматизация, электротехнические комплексы. — Херсон, 1997. — № 2. — С. 110—117.
- Мартиненко І. І., Таран П. С., Чапний М. В. Методи впливу на термін спокою картоплі // Науковий вісник НАУ: Зб. наук. пр. — К., 1997. — Вип 2. — С. 162—164.
- Мартыненко И. И. Автоматизация как фактор энергосбережения в сельском хозяйстве // Автоматизация сельскохозяйственого производства: Тез. докл. науч.-техн. конф. / Всерос. науч. исслед. ин-т механизации сел. хоз-ва. — М., 1997. — Т. 1. — С. 12-13.
- Мартыненко И. И., Мартыненко А. И., Грищенко А. К. Моделирование биотехнических систем: наблюдаемость, управляемость, устойчивость // Автоматизация сельскохозяйственого производства: Тез. докл. науч.-техн. конф. / Всерос. науч.-исслед. ин-т механизации сел. хоз-ва. — М., 1997. — Т. 1. — С. 40-41.

1998
- Мартиненко І. І. Вплив науково-дослідної роботи студентів на якість підготовки спеціалістів і магістрів // Удосконалення форм і методів навчального процесу: Матеріали конф. викладачів / Нац. аграр. ун-т. — К., 1998. — С. 17-20.
- Мартиненко І. І. Електротехнології в сільськогосподарському виробництві та преспективи їх розвитку // Вісн. аграр. науки. — К., 1998. — № 9. — С. 60-62.
- Мартиненко І. І., Мартиненко О. І., Черніков О. В. Комп'ютерно-орієнтовані методи ідентифікації стану та оптимального регулювання параметрів штучних ентомологічних біоценозів // Науковий вісник НАУ: Зб наук. пр. — К., 1998. — Вип. 3. — С. 209—230.
- Мартиненко І. І., Міщенко В. І., Нгуєн Дінь Лук. Дослідження електропровідності насіння рису для процесу електросепарації // Науковий вісник НАУ: Зб наук. пр. — К., 1998. — Вип. 4. — С. 173—175.

1999
- Визначення коефіцієнта тепловіддачі та параметрів повітропроводу для обігрівання гідропонного цеху / Костюченко В. О., Мартиненко І. І., Булгаков В. М., Войтюк Д. Г. // Вісн. аграр. науки. — 1999. — № 5. — С. 47-49.
- Проектування систем електрифікації та автоматизації сільського господарства: Підручник для студентів вищих навчальних закладів III—IV рівнів акредитації за спец. «Енергетика с.-г. виробництва» / Мартиненко І. І., Лисенко В. П., Тищенко Л. П., Лукач В. С. — К.: «Вища школа», 1999. — 201 с.

2008
- Проектування систем електрифікації та автоматизації АПК. / Мартиненко І. І., Лисенко В. П., Тищенко Л. П., Болбот І. М., Олійник П. В. — Підручник, К., 2008. — 330 с.[12]